# História do São Paulo Futebol Clube
A história do São Paulo Futebol Clube começou a se desenhar em 1900, quando o Club Athletico Paulistano foi fundado. O Paulistano logo se destacou, tornando-se a grande potência do futebol paulista e brasileiro no início do século XX. O Paulistano se recusava a aderir ao iminente profissionalismo do futebol, e alguns dissidentes juntaram-se à Associação Atlética das Palmeiras, que possuía o melhor estádio da época, mas estava com muitas dívidas, para fundar o São Paulo.
O clube é um dos mais vitoriosos do futebol brasileiro, com a maior quantidade de conquistas em alguns dos principais torneios de futebol disputados por clubes brasileiros, o Campeonato Brasileiro (seis títulos) [controverso], a Copa Libertadores da América (três títulos) e o Campeonato Mundial de Clubes (três títulos).

## O Tricolor Paulista — 1930 a 1934
+  = 

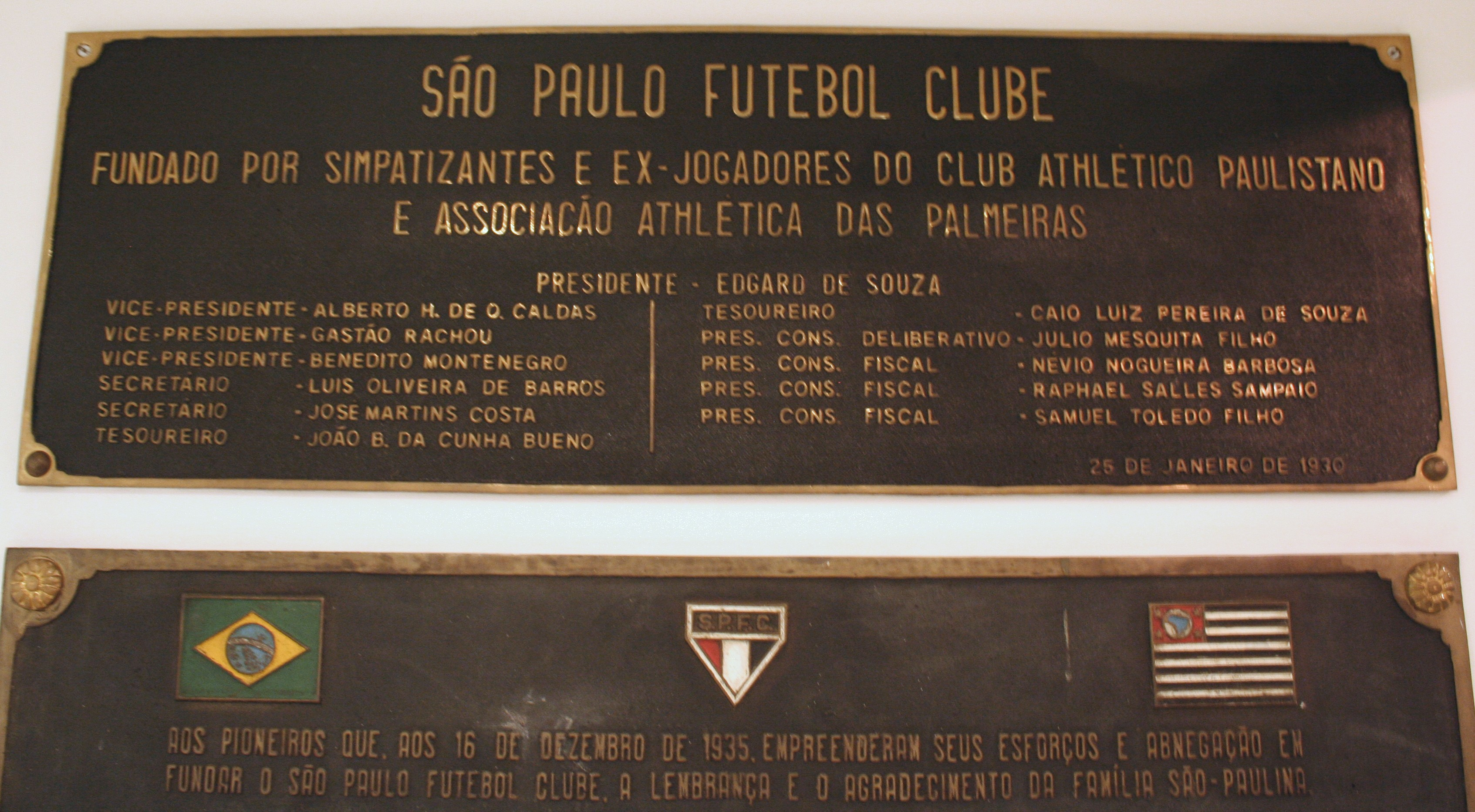
Placas das fundações do clube em 1930 e 1935 expostas no memorial Luiz Cássio dos Santos Werneck.

No dia 27 de janeiro de 1930, às 14 horas, foi assinada a ata de fundação do São Paulo Futebol Clube, no número 28 da Praça da República, nascido da união entre a Associação Atlética das Palmeiras e o Club Athlético Paulistano, ficando como data magna do clube o dia 25 de janeiro de 1930, dia e mês  de preferência de seus fundadores por se tratar da data em que foi fundada a cidade de São Paulo.
Entretanto, a real data de fundação é dúbia, por ser apresentada de maneira diferente nos meios de comunicação. Para o clube,  ela aconteceu no dia 25 de janeiro de 1930. Para uma alguns meios de comunicação a fundação ocorreu no dia 26 de janeiro devido aos atrasos na confecção do estatuto, que fez com que a assembleia de fundação ocorresse somente nesse dia. Porém, o referido dia era um domingo. Cabe-se concluir, portanto, que a ata teria sido registrada no dia 27 de janeiro conforme corroboram o jornal A Gazeta Esportiva e a própria FIFA.
Para a criação do novo clube, sessenta integrantes do Club Athletico Paulistano decidiram ceder seus jogadores campeões paulistas de 1929, enquanto a Associação Atlética das Palmeiras entraria com seu estádio, a Chácara da Floresta. Conservando as tradições do passado, o uniforme do novo clube estamparia as faixas vermelhas e pretas em homenagem aos dois clubes fundadores. Seu escudo e sua camisa foram desenhados pelo estilista alemão Walter Ostrich, com a colaboração de Firmiano de Morais Pinto Filho, um dos presentes à fundação. O nome escolhido para endossar o desejo de fundar um clube que representasse a cidade nos âmbitos mais variados não foi outro senão São Paulo Futebol Clube, que ficou conhecido como São Paulo da Floresta apenas recentemente devido à localização de seu estádio. A primeira diretoria foi formada por: Edgard de Souza Aranha (presidente), Alberto Caldas (primeiro vice), Gastão Tachou (segundo vice), Benedito Montenegro (terceiro vice), Luís de Oliveira Barros (primeiro secretário), José Martins Costa (segundo secretário), João B. da Cunha Bueno (primeiro tesoureiro) e Caio Luís Pereira de Souza (segundo tesoureiro).

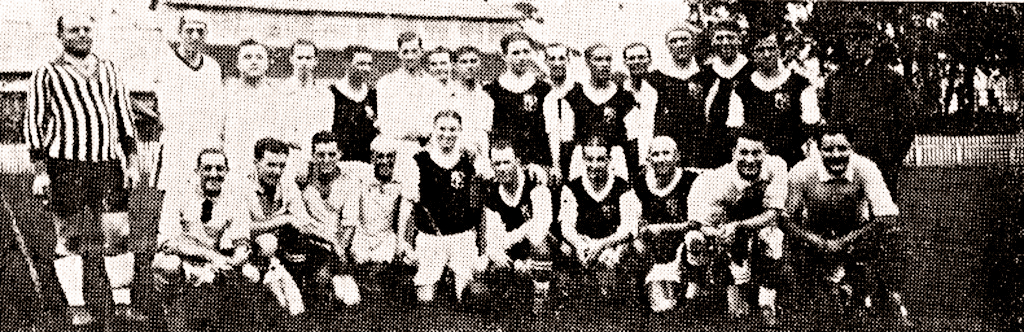
Primeiro treino da equipe. À esquerda o time "A" com a camisa do Paulistano e à direita o time "B" com a Camisa da Palmeiras.

Os primeiros anos do clube coincidiram com acontecimentos que marcaram época no futebol brasileiro. Pois foi 1930 o ano da primeira Copa do Mundo, e apenas a partir dele que uma partida passou a ser disputada em dois tempos de 45 minutos. E apenas em 1933 é que o primeiro jogo profissional do país foi disputado, com a equipe do São Paulo sendo uma das protagonistas juntamente ao Santos.
Sobre esse primeiro jogo do profissionalismo, cabe ressaltar que foi nele que o apelido do Santos, "peixe", foi dito pela primeira vez. Tratou-se de uma provocação, antes do início do jogo, da torcida tricolor com os jogadores do clube praiano, chamando-os de "peixeiros" de maneira pejorativa. A torcida santista retrucou dizendo "Somos peixeiros, e com muita honra!". A partir daí o apelido foi adotado pelo clube santista, e a mascote, a Baleia, foi criada.

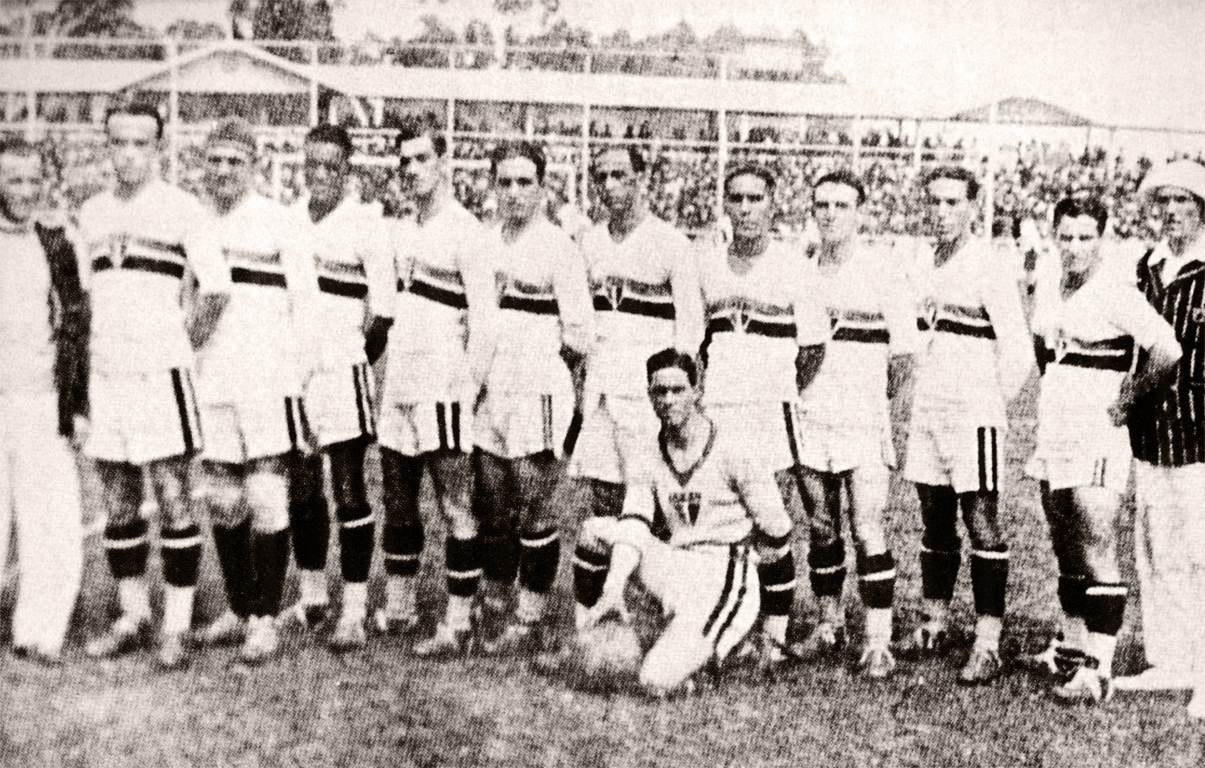
Jogadores do primeiro título ganho pelo clube, o Paulista de 1931.

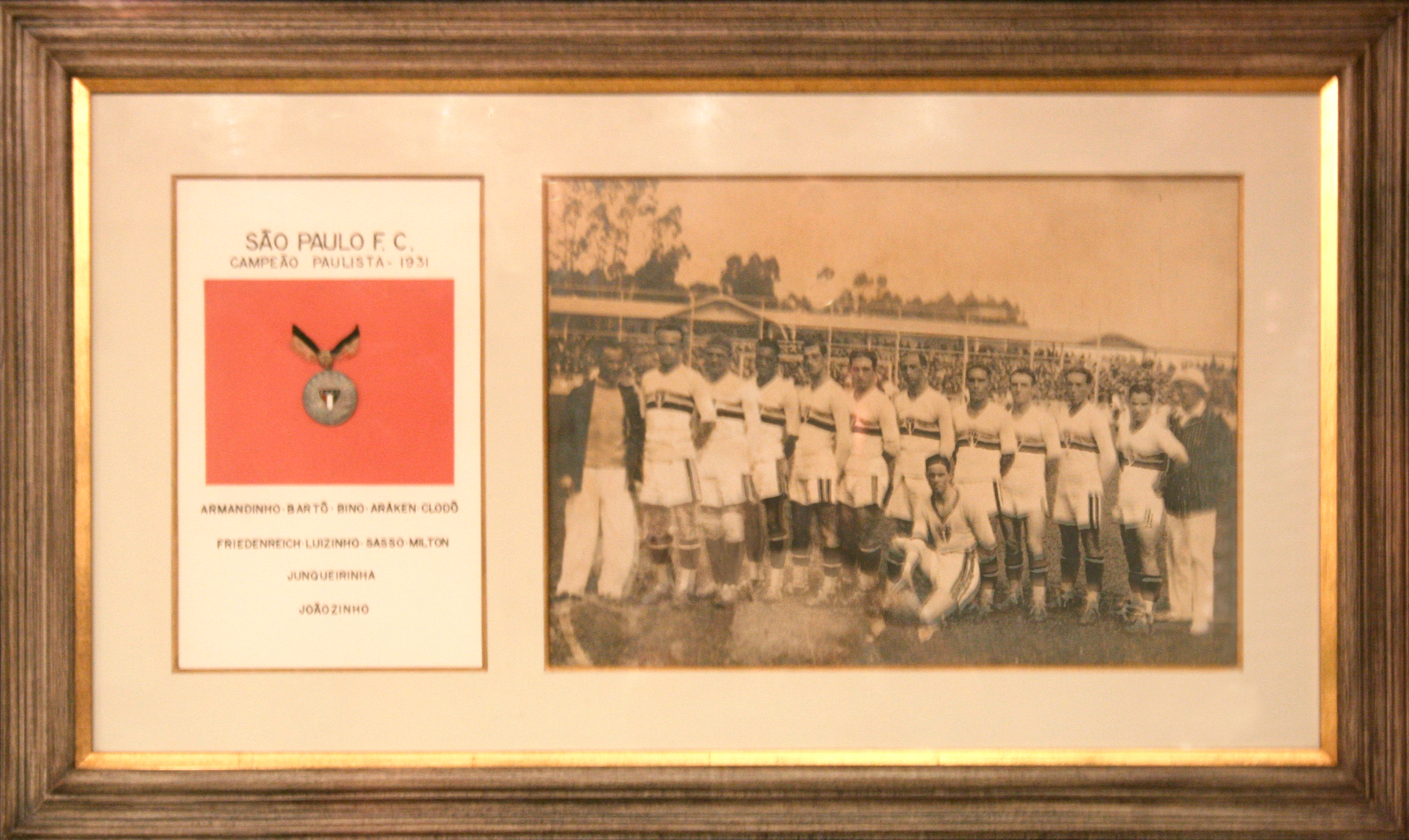
Quadro com a medalha e a foto do time que conquistou o título paulista de 1931 para clube.

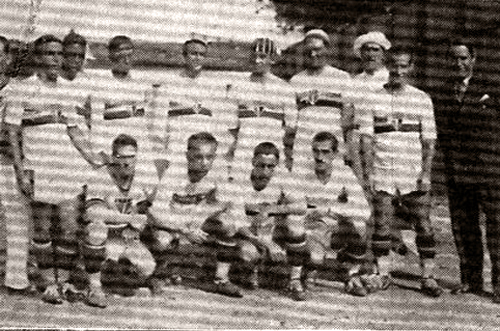
Equipe do São Paulo Futebol Clube, em 1932.

Desde seu início demonstrou ser um clube democrático, pois aceitava de modo irrestrito jogadores de qualquer etnia, classe social ou origem. Também foi o único clube da capital paulista a ter um ex-jogador — Roberto Gomes Pedrosa — como presidente. Como conquistas, o Tricolor Paulista venceu o Campeonato Paulista de 1931 em seu segundo ano de vida, e conseguiu sagrar-se vice em 1930, 1932, 1933 e 1934. Foi também vice-campeão do Torneio Rio-São Paulo de 1933. Portanto, o Tricolor Paulista, clube recém-fundado, estava no topo do futebol local, um fato extraordinário, mas nem tanto se levadas em considerações suas origens vencedoras.
O São Paulo comprou, então, uma nova sede, suntuosa, localizada na Rua Conselheiro Crispiniano (no centro da cidade), um pequeno palácio conhecido como "Trocadero", ao custo de 190 contos de réis. Essa dívida era grande para a época, porém o clube, detentor de um campo como o da Floresta e um quadro de jogadores que valia muito, não se deixava abalar por isso. Porém alguns dirigentes do clube, que andavam descontentes com os rumos do futebol no país, resolveram fundir-se com o Clube de Regatas Tietê e acabar com o departamento de futebol. Outro grupo, favorável à continuidade do clube e liderado por Paulo Sampaio foi à Justiça e, no dia 23 de abril de 1935, impugnou o direito de a diretoria fundir o clube com o Tietê sem que a opinião dos sócios fosse ouvida.

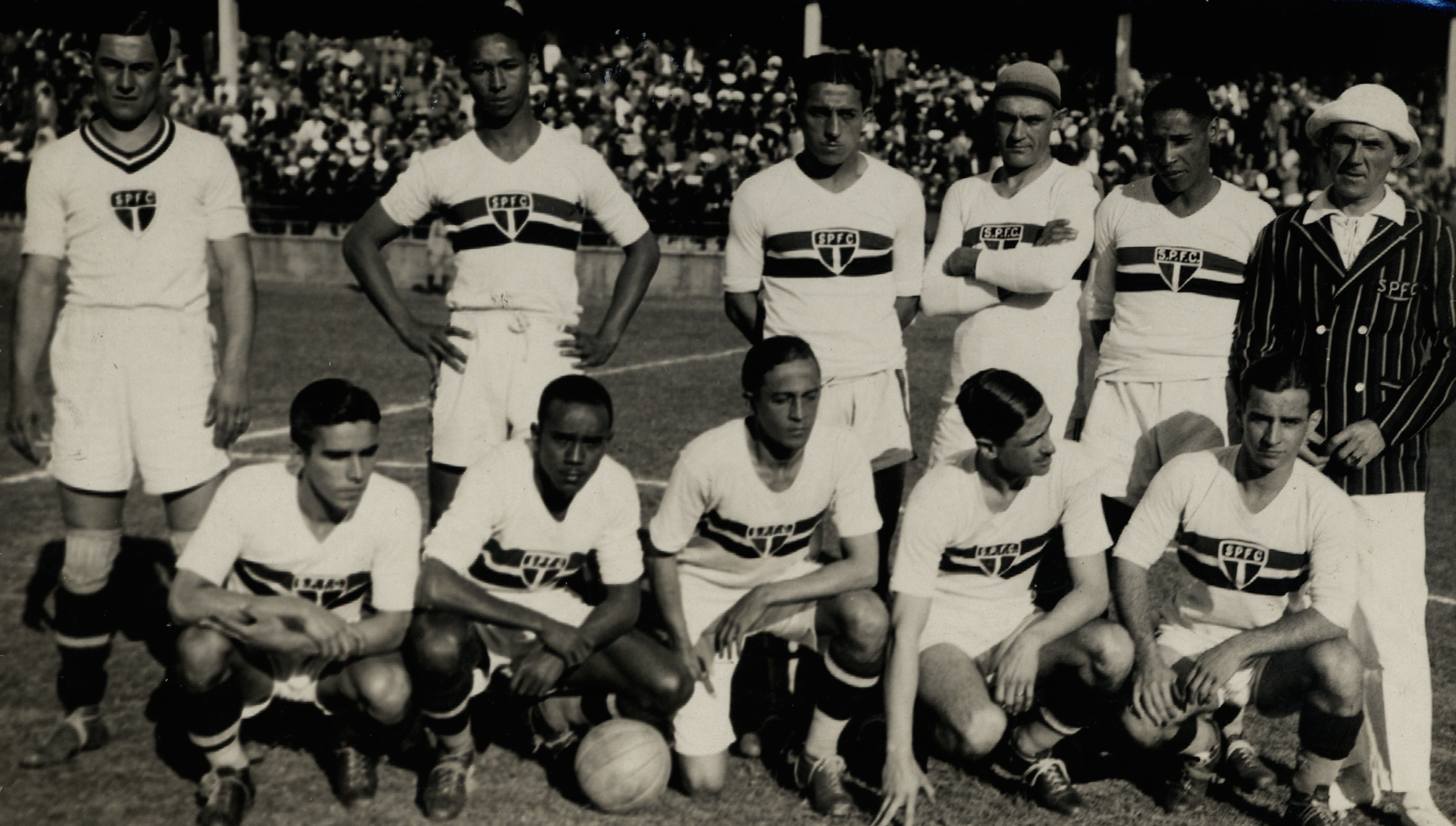
Time do São Paulo de 1933.

Os próprios jogadores foram contra tudo o que estava ocorrendo. Tanto é que se juntaram para formar o efêmero Independente Esporte Clube. Os atletas remanescentes do São Paulo foram, porém, atraídos por outros clubes, e o Independente acabou extinto.
Nesta época o time foi campeão paulista de 1931 e do Torneio Início de 1932.
Os sócios obtiveram ganho de causa mesmo após a defesa da diretoria do clube. A diretoria não teve outra saída senão convocar uma assembleia geral. Porém o artigo 2.º dos estatutos do clube à época dizia que somente os "sócios-fundadores", considerados "proprietários" do clube e que somavam duzentos, poderiam compor a assembleia. Como a maioria deles era ligado à diretoria, a fusão foi aprovada em 14 de maio de 1935. Nesse dia, debaixo de chuva, o departamento de futebol foi oficialmente extinto e desfiliado da APEA. Com a fusão, a parte administrativa foi fundida ao Tietê, que incorporou todos os patrimônios físicos e, em troca, quitaria os débitos do clube e não poderia usar as cores, uniformes e símbolos do São Paulo. Surgia assim o Tietê-São Paulo.
Contudo, alguns sócios indignados com a fusão ao Clube de Regatas Tietê decidiram criar o Grêmio Tricolor, uma associação que refundaria o clube em 16 de dezembro de 1935, preservando as glórias e tradições de outrora.

## O Clube da Fé — 1935 a 1939
Após a fusão com o Tietê, antigos sócios do Tricolor Paulista, inconformados com tudo o que ocorreu, decidiram manter vivas suas convicções sobre o clube, fundando assim o Grêmio Tricolor. Funcionou, pois em 4 de junho de 1935, 235 antigos sócios fundam o Clube Atlético São Paulo. Mesmo assim, o sonho era difícil de ser levado adiante sem dinheiro. Mas eis que após reuniões diárias no escritório da família Mecca e num café da galeria Pirapitingui renascia das mãos de vinte insistentes tricolores, no ensolarado dia de 16 de dezembro de 1935 e após a reunião no escritório de advocacia de Sílvio Freire, localizado em uma das salas do prédio número 9-A da Rua XI de Agosto — onde hoje está a Praça da Sé —, o São Paulo Futebol Clube. A primeira diretoria foi composta por Manoel do Carmo Mecca (presidente), Alcides Borges (primeiro vice), Francisco Pereira Carneiro (segundo vice), Éolo Campos (primeiro secretário), Luís Felipe de Paula Lima (segundo secretário), Manoel de Arruda Nascimento (primeiro tesoureiro), Isidoro Novaes (segundo tesoureiro) e Porfírio da Paz (diretor-geral de esportes).
| “ | Aos 16 dias do mês de dezembro de 1935, nessa cidade de São Paulo, às 20 horas, numa das salas do prédio 9-A, da Rua XI de Agosto, perante grande número de pessoas interessadas, que atenderam a um convite feito por intermédio da imprensa pela diretoria do Grêmio Tricolor, realizou-se a assembleia que teve por fim fundar o São Paulo FC. Na qualidade de um dos seus diretores do Grêmio Tricolor, presente à reunião, o Sr. Tenente José Porfírio da Paz, depois de expor os motivos da convocação da assembleia, pediu que indicassem um dos presentes àquela reunião, para dirigir os trabalhos. Por unanimidade foi indicado o nome do Sr. Tenente Porfírio da Paz, que, assumindo a presidência da mesa, escolheu para seus secretários os Srs. Éolo Campos e Francisco Pereira Carneiro. Depois de agradecer a sua indicação, o Sr. Presidente deu conhecimento da ordem dos trabalhos que obedeceu à seguinte ordem do dia: a) leitura, discussão dos estatutos; b) eleição da diretoria; c) admissão de sócios como fundadores; d) isenção de jóias; e) convocação da nova assembleia para eleição do Conselho Deliberativo e Fiscal; f) registro dos estatutos. | ” |
|   | — Ata da reunião da refundação do clube, . |   |

Ficou a cargo de Porfírio da Paz a formação de um novo elenco para o clube que agora era pobre e sofria, pois alguns não acreditavam que poderia voltar à grandeza do São Paulo anterior. Feita a listagem dos jogadores, passou a ir a todas as rádios a fim de arrecadar dinheiro para as contratações. Porfírio chegou a gastar sua fortuna particular e a vender parte considerável de seu patrimônio para ajudar o clube. Mesmo assim, os resultados não foram animadores, o montante arrecadado não era grande e a maioria dos primeiros jogadores era de moradores da periferia e de origem muito humilde. Enquanto Porfírio se encarregava de angariar fundos e jogadores na própria capital, o presidente Manoel do Carmo Mecca e o treinador Del Debbio viajaram até a capital paranaense para contratar o já conhecido goleiro King, que viria a ser primeiro goleiro negro a jogar por um clube paulista e inventor da ponte. O primeiro treino do clube foi um jogo contra o Clube Atlético Paulista no campo da Rua da Mooca, e o tricolor venceu por 7 a 3. Já a nova sede foi inaugurada na praça Carlos Gomes, número 38, ao dia 24 de janeiro de 1936.

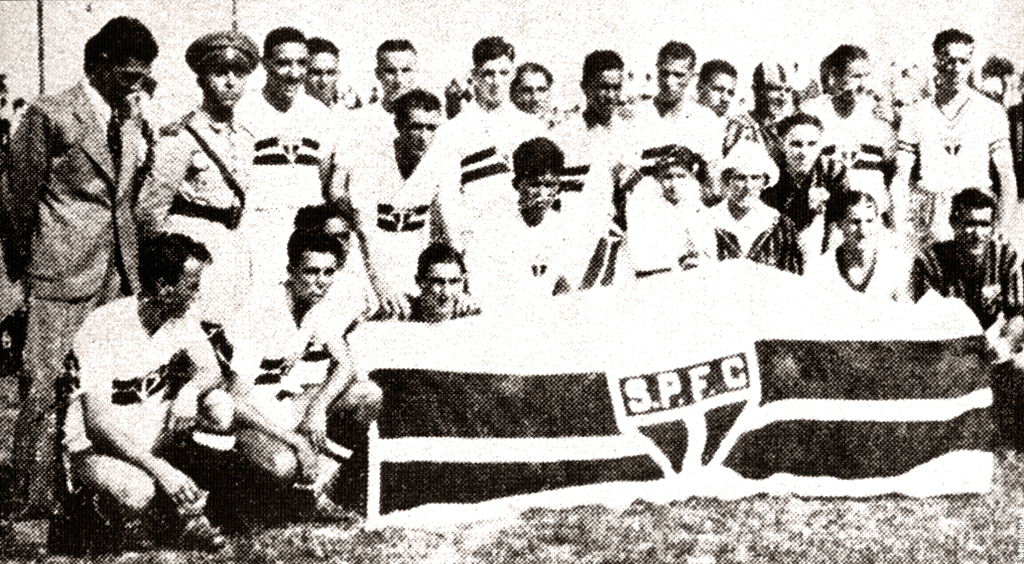
Plantel do clube em seu primeiro jogo após a refundação.

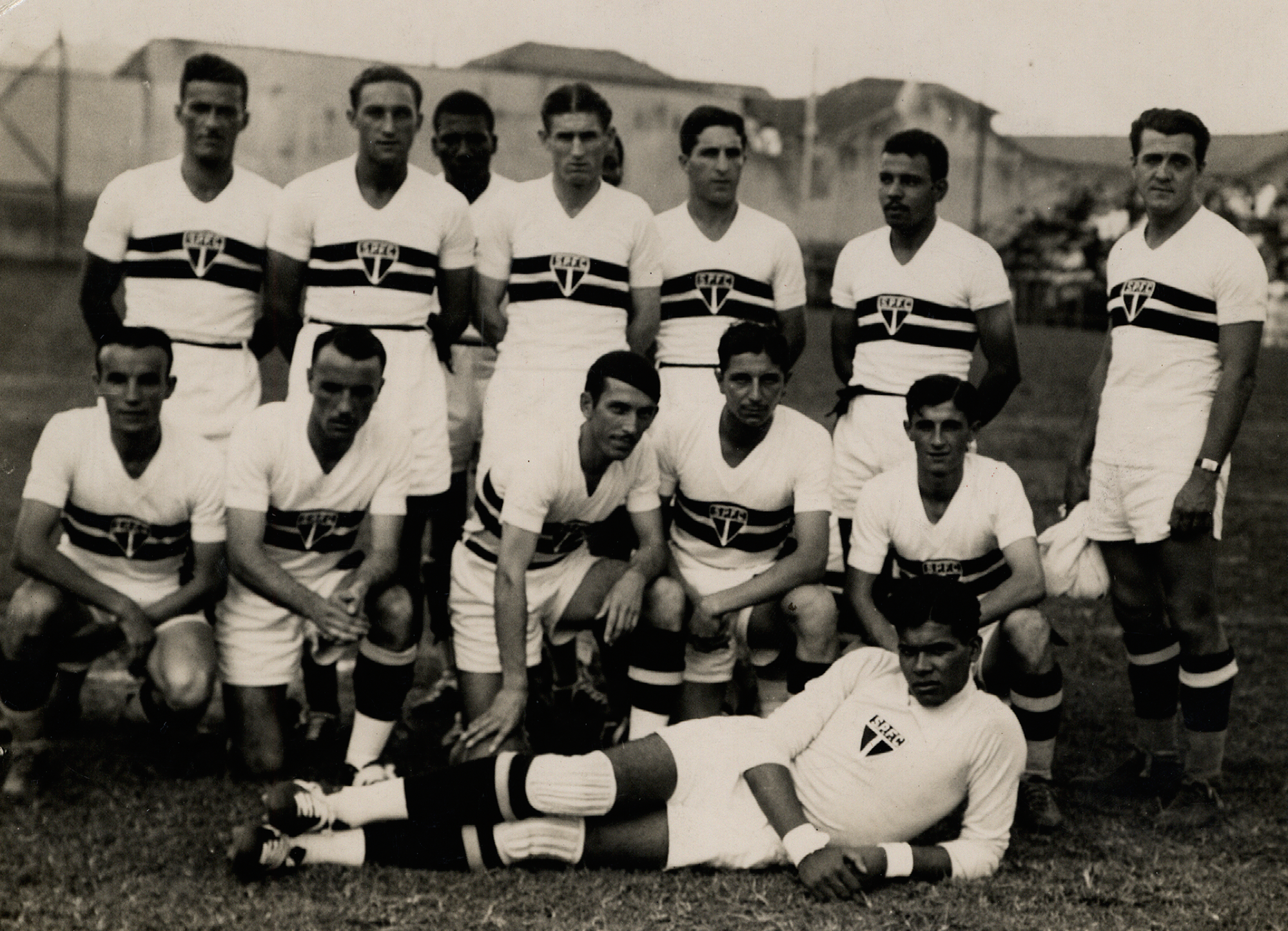
Time do São Paulo de 1936.

O clube bem que pretendia estrear no próprio ano de 1935, mas, por conta da fusão e da desfiliação da APEA, não foi possível. Dessa maneira, a estreia do novo clube foi marcada para 25 de janeiro de 1936, contra a Portuguesa Santista, no estádio Antônio Alonso. No mesmo dia do jogo havia uma comemoração para o aniversário da cidade na Avenida Paulista, e uma portaria baixada pela Secretaria de Educação impedia a realização de manifestações ou eventos que pudessem, de alguma forma, rivalizar com a parada. Faltando pouco tempo para o início do jogo, Porfírio foi até a Paulista a fim de convencer o médico Cantídio Campos, então secretário municipal da Educação, a autorizar a partida. Porfírio subiu no palanque e argumentou a favor do time que leva as cores e o nome da cidade. Cantídio aceitou os argumentos e autorizou em seu próprio bloco de receitas a abertura dos portões e posterior realização do jogo. Porém, na hora de ir ao estádio, não havia bondes circulando pela cidade. Foi então que Porfírio, mais uma vez ele, alugou com seu próprio dinheiro carros para levar jogadores e torcedores para a partida.
Nos primeiros anos dessa nova vida o clube era conhecido pelas outras agremiações e seus respectivos torcedores como um time de pobretões. Não bastasse isso, a imprensa de um modo geral, além de também os chamarem de pobres, tratava o clube pelos nomes de "Júnior", "Clube n.º 2" e "São-Paulinho". No entender de grande parte da população paulistana, a nova agremiação não poderia chegar às glórias da anterior e sequer chegar ao mesmo patamar de Corinthians e Palestra Itália. Porém, após tantos empecilhos e ressurreições, ganhou em 1937 o apelido de "Clube da Fé", dado pelo jornalista Tomás Mazzoni, que perdura até hoje.
| “ | Recentemente, surgiu o São Paulo FC Júnior com as mesmas pretensões do antigo. Se o novo São Paulo veio ao mundo da bola sem os haveres, fama e prestígio dos seus antepassados, trouxe a maior das riquezas: a fé no seu destino, o amor ao seu hoje. Somente a fé poderia levar o atual Tricolor a nascer como um clube varzeano qualquer e tornar-se logo uma agremiação no caminho reto do progresso do futebol superior. O Clube da Fé, como merece ser chamado o atual São Paulo FC (…) | ” |
|   | — Tomás Mazzoni, . |   |

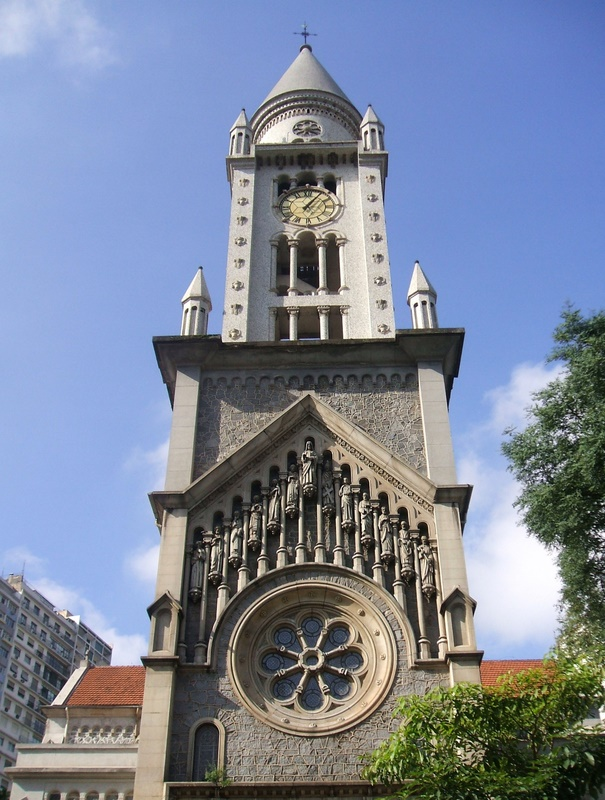
Torre da igreja da Consolação, onde se concentrava metade do time.

Nessa época o clube não possuía sócios, fonte de renda e sequer patrimônio. Treinava e jogava onde deixavam. Não havia nem lugar para fazer a concentração, que tinha que ser improvisada com metade do elenco na casa do presidente Frederico Menzen e outra metade nos beliches que havia na torre da igreja da Consolação, paróquia do Monsenhor Bastos, ilustre são-paulino. Os treinos eram por vezes realizados no pátio da própria igreja junto ao local onde os congregados marianos jogavam basquete. Quando havia disponibilidade o time treinava no campo da Várzea do Glicério, mas com a condição de desocupar o local assim que os times, donos do campo, chegassem.

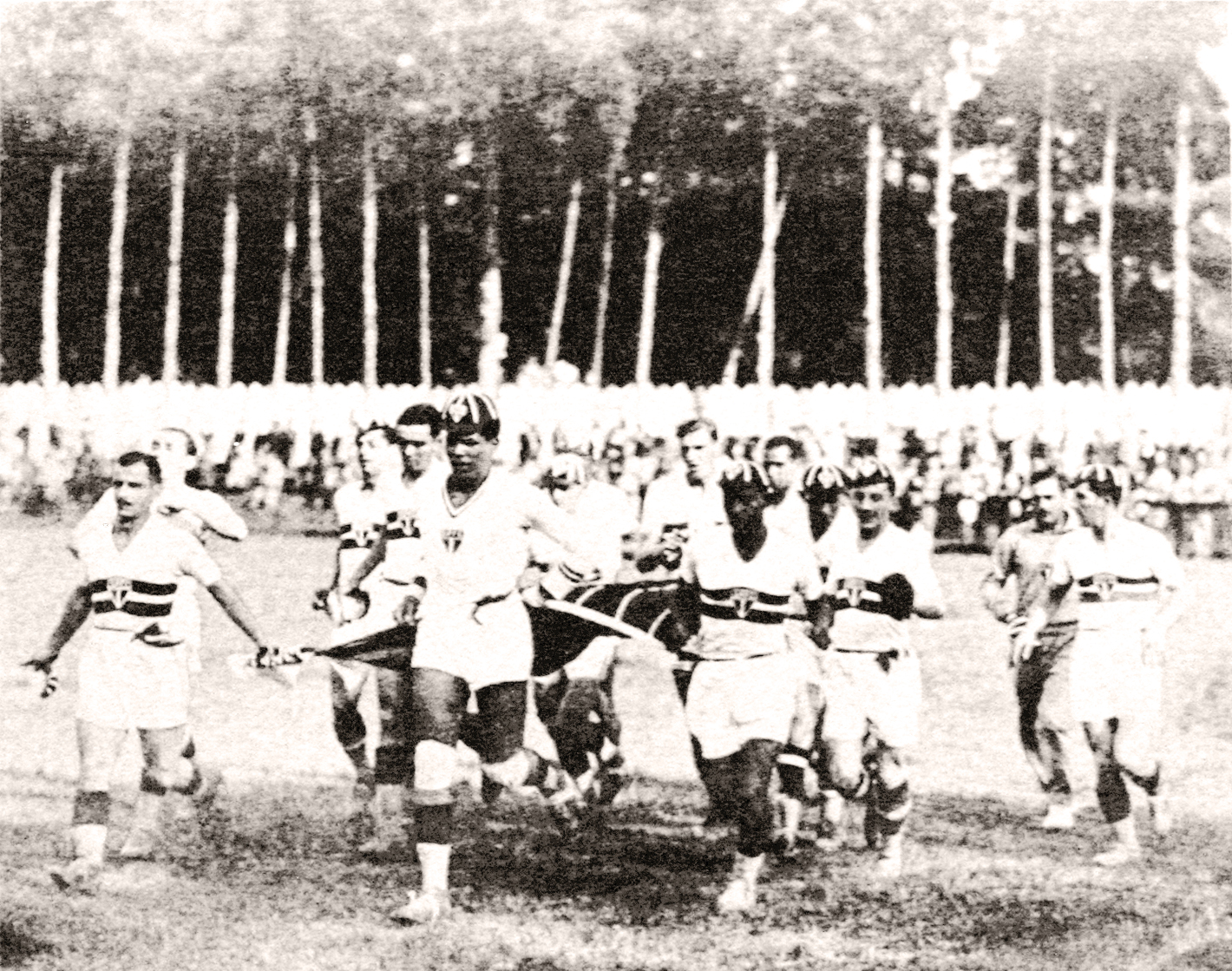
Time do São Paulo em 1938.

Porém, mesmo com toda a força de vontade e fé de seus dirigentes e o forte apelo popular herdado do Paulistano e do Palmeiras, a verdade é que os jogadores do São Paulo, com raras exceções, eram fracos tecnicamente. O time conseguiu apenas um oitavo lugar no Paulista de 1936 e um sétimo lugar no ano seguinte. Isso seria resolvido com uma nova fusão: em 1938 o Clube Atlético Estudante Paulista, fundado em maio de 1935 por dissidentes do São Paulo, fez uma excursão ao Chile e ao Peru, em que o empresário fugiu com o dinheiro arrecadado, deixando o clube às portas da falência. O São Paulo, sabendo da situação, resolveu propor uma fusão, pois o Estudante era formado por bons jogadores e possuía o estádio Antônio Alonso; já o São Paulo possuía torcida, carisma e as contas em dia. Sobrou a dúvida sobre o nome do clube. Os tricolores alegavam que eram mais antigos e que já possuíam uma tradição, além de levar o nome e as cores do estado. Pois foram esses argumentos que prevaleceram, com a condição que o novo presidente fosse alguém neutro, ligado aos dois clubes, Piragibe Nogueira. Outra decisão foi a de que sócios de ambos os clubes teriam seus números de matrícula zerados para facilitar a fusão. O São Paulo então arrecadou o dinheiro para saldar a dívida, e o acordo foi então fechado. Em 25 de agosto de 1938 o novo time estreou, já contando em seu quadro de atletas com metade do time do Estudante, entre eles Roberto Gomes Pedrosa, futuro presidente do clube. A nova sede ficaria no prédio da Rua Dom José de Barros, número 337, na República.

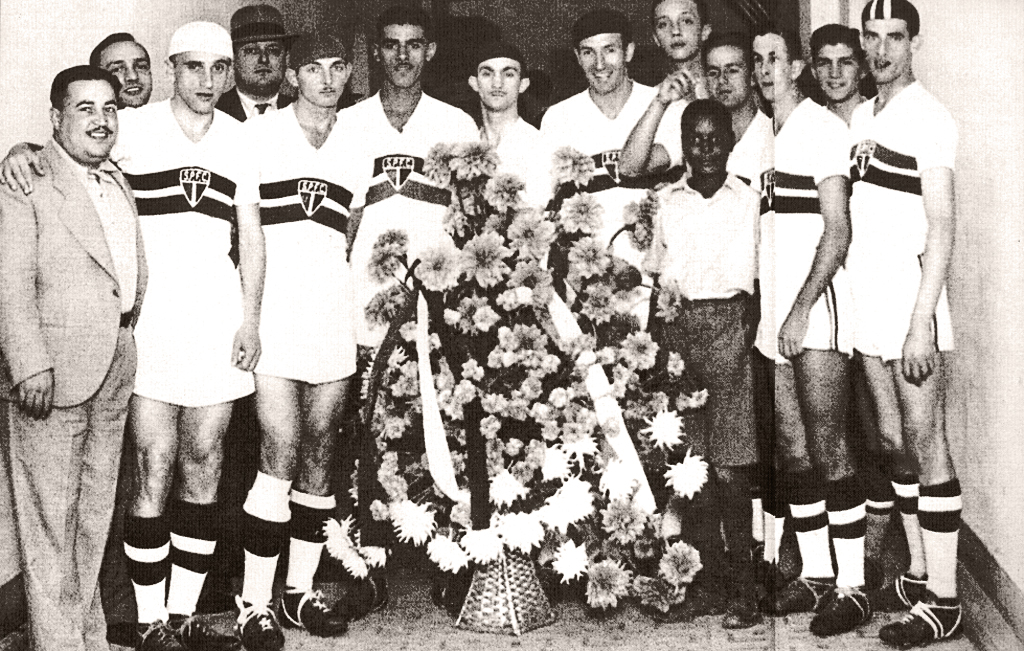
Foto do escrete tricolor após a conquista do vice-campeonato de 1938.

Curioso notar que semanas antes da fusão, em 3 de julho de 1938, o São Paulo promoveu o "Festival do São Paulo FC", que oferecia a Taça Henrique Mündel ao vencedor justamente para arrecadar fundos, apesar de a situação financeira do clube já estar estabilizada.
Após a fusão, e já com um time capacitado, o tricolor chegou ao vice-campeonato do Paulista de 1938 — poderia ter sido campeão não fosse o gol de empate do atacante corintiano Carlinhos, feito com a mão e validado pelo juiz de forma polêmica (o empate dava o título ao Corinthians). Já no ano de 1939 os jogadores ainda estavam se adaptando, tanto é que conseguiram apenas o quinto lugar no Paulista daquele ano. Nessa mesma época o clube começou a estimular a prática de outros esportes que não o futebol.
O São Paulo foi pioneiro em torcidas organizadas. Em 1939 um estudante, Manoel Raymundo Paes de Almeida, fundou na Mooca o Grêmio são-paulino, que depois se transformaria na TUSP — Torcida Uniformizada do São Paulo. Ela era uma torcida  entusiasmada e que fazia comemorações por conta própria com serpentinas e confetes.

## O Mais Querido — 1940 a 1949

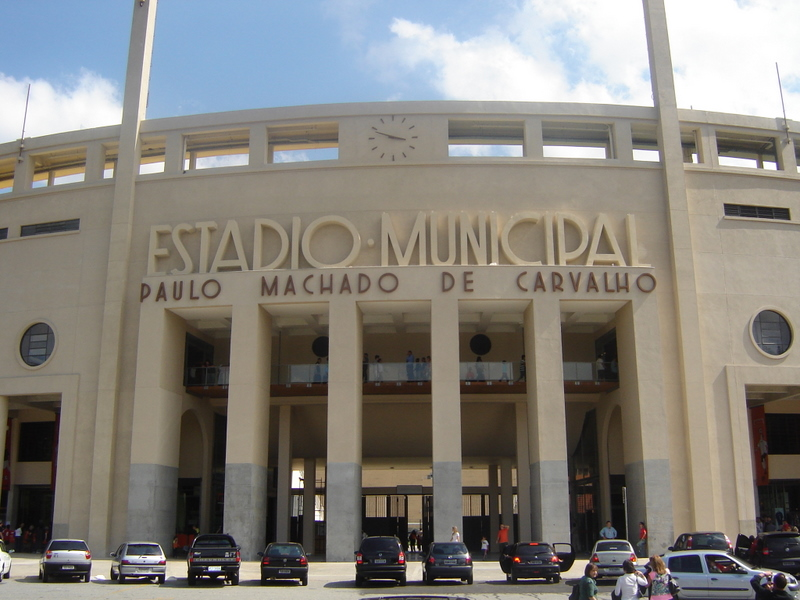
Estádio do Pacaembu, onde o clube conquistou o apelido de "O Mais Querido".

Após o dia 27 de abril de 1940, com a inauguração do estádio do Pacaembu, o futebol paulista nunca mais foi o mesmo. A partir daquela data a cidade contava com o até então maior e mais moderno estádio da América Latina, com capacidade para setenta mil torcedores. Isso fez com que o eixo do futebol fosse deslocado do Rio de Janeiro para São Paulo, passando a ser não só um evento esportivo, mas social também. Era o período da ditadura Vargas, em que eram proibidas ostentações das bandeiras estaduais.

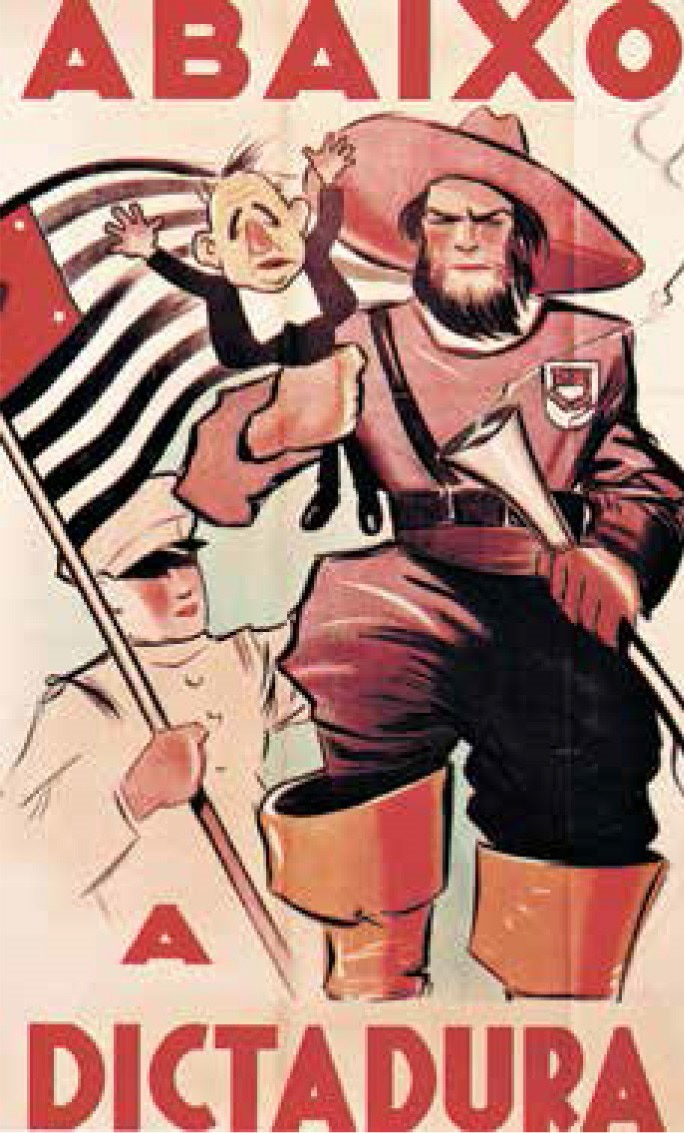
Cartaz paulista contra a ditadura.

As pessoas começaram a chegar cedo, por volta de 10 horas, e na hora das festividades estima-se que o público estivesse entre sessenta mil e oitenta mil. Muitas autoridades se fizeram presentes nas tribunas de honra, entre elas Getúlio Vargas, presidente da República, por quem os paulistas não nutriam muita admiração. As festividades tiveram início com o desfile de delegações da Argentina, Uruguai, Peru, Paraná, Minas Gerais, Rio de Janeiro, interior de São Paulo e, claro, dos clubes da cidade de São Paulo. As equipes de Corinthians e Palestra Itália foram as primeiras a entrar, sendo ovacionadas pelos presentes, mas nada comparado à entrada do Tricolor Paulista. O estádio inteiro e os locutores de todas as rádios, revoltados com a censura, driblaram-na ao aplaudir de pé a entrada da delegação tricolor — que trazia, além do nome, as cores da bandeira paulista — como uma resposta ao presidente, odiado em São Paulo desde a Revolução Constitucionalista de 1932. O público presente se levantou para saudar a delegação e, apontando para a tribuna onde estava Getúlio Vargas, gritavam o nome do time.
| “ | O público esportivo propriamente dito demonstrou quanto é querido o S. Paulo F.C., pois, ainda que apresentasse pequena turma, recebeu calorosas palmas, sendo o nome ovacionado deliberadamente. | ” |
|   | — Folha da Manhã, . |   |

No dia seguinte, o jornal A Gazeta Esportiva estampou em sua capa a manchete "O Clube Mais Querido da Cidade". Passado mais um tempo, o DEIP — Departamento Estadual de Imprensa e Propaganda — promoveu um concurso público entre torcedores de todas as agremiações da época para saber realmente qual era o clube mais querido pelos cidadãos da cidade. Com Corinthians e Palestra Itália sendo favoritos — pois possuíam as maiores torcidas —, o vencedor acabou sendo o São Paulo, com 5 523 votos, mais que a soma de votos dos seus dois principais concorrentes: foram 2 671 votos para o Corinthians e 2 593 para o Palestra. Portanto, o São Paulo é oficialmente "O Mais Querido", slogan que figura até hoje entre os impressos de correspondência do clube.
No mesmo ano, em 19 de maio, o São Paulo recebeu a taça do primeiro título oficial conquistado no Pacaembu, o Torneio Início do Campeonato Paulista, em cima do arquirrival Corinthians. No torneio que valia a taça estadual, porém, ficou apenas em sexto lugar. Em 1941 o time alcançou o vice-campeonato estadual, voltando, então, a flertar com o título.

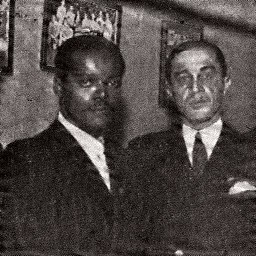
Leônidas da Silva junto com outro ídolo tricolor, Friedenreich.

Em 1942 o São Paulo passaria a ter um divisor de águas na sua história, Leônidas da Silva. Já com certa fama nacional, ele fez um jogo, em dezembro de 1932, pelo selecionado nacional, contra a equipe do Uruguai e marcou os dois gols da vitória por 2 a 1. Pela sua atuação ganhou o apelido de "Diamante Negro". Seu outro apelido conquistado foi "Homem de Borracha", pela sua atuação no jogo contra a Tchecoslováquia, em que, além de marcar dois gols, executou sua jogada mais famosa, a bicicleta. Pois Leônidas estreou em 24 de maio de 1942 contra o Corinthians e terminou o campeonato elevando o time ao terceiro lugar, já com esperanças de um futuro promissor. Leônidas foi o divisor de águas da história são-paulina, pois o clube até então havia ganhado apenas um estadual, em 1931, e a partir do momento em que estreou o São Paulo angariou diversos títulos.
Por conta do grande público (70 281 pessoas, recorde de público do Pacaembu de todos os tempos) e pela importância dessa partida da estreia de Leônidas, o clássico entre o Tricolor e o Alvinegro Paulista ficou conhecido como Majestoso, apelido dado pelo jornalista de A Gazeta Esportiva Tomás Mazzoni.

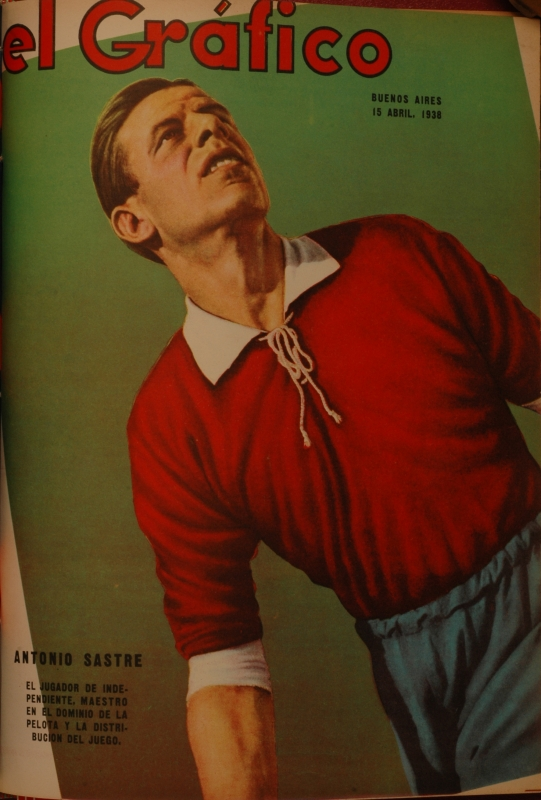
António Sastre, jogador argentino que compôs a esquadra tricolor de 1943 a 1946

Nesse mesmo ano o Brasil passava por um momento histórico delicado. No meio da Segunda Guerra Mundial, aflorava um sentimento anti-italiano no país devido ao fato de a Itália pertencer ao Eixo. Ainda nesse aspecto, o governo instaurou uma dura repressão aos países que estivessem contra os Aliados. Dessa maneira, instituições alemãs e italianas foram fechadas, mudaram de nome ou sofreram intervenção direta do governo, entre os clubes pode-se citar o Cruzeiro Esporte Clube, que também chamava-se Palestra Itália e que mudou de nome. Os alviverdes, no entanto, acreditam que a perseguição foi motivada pelo São Paulo, que nutria interesse em tomar para si o estádio Palestra Itália e que obrigou o Palestra Itália a mudar seu nome para Palmeiras. Oberdan Cattani, goleiro palestrino, disse certa vez que o São Paulo mandava na Federação Paulista e por isso agia daquela maneira. Esquecem-se, porém, que o Tricolor Paulista ainda era um time de menor expressão e que Getúlio Vargas não nutria muita simpatia pelo clube após os acontecimentos da inauguração do Pacaembu. Ainda no mesmo ano o São Paulo se associou à Deutsch Sportive — que também sofria preconceitos por sua origem alemã — e passou a ter um campo para treinamentos, o Canindé. Apesar de ser uma associação, o terreno do Canindé — equivalente a setenta mil metros quadrados — foi comprado pelo equivalente a 740 contos de réis. O São Paulo passaria a ser conhecido como Tricolor do Canindé.
Na reunião que definiria o calendário do Paulista de 1943 na sede da Federação Paulista, um dirigente do Corinthians disse que o encontro não era necessário, pois, ao lançar uma moeda ao ar, o campeão seria definido: se desse cara, o campeão seria o Corinthians e, se desse coroa, o Palmeiras — antigo Palestra Itália. Ao ser questionado sobre o São Paulo pelo representante tricolor, o dirigente respondeu que se a moeda parasse em pé o campeão seria o São Paulo — e, se parasse no ar, a Portuguesa. Realmente, até aquele momento o Tricolor era tratado com um time mediano que não rivalizava com os rivais supracitados. Dessa maneira se iniciou o campeonato, com o São Paulo disposto a quebrar a hegemonia de Corinthians e Palmeiras. No último jogo, contra o Palmeiras, o São Paulo segurou um empate sem gols e faturou o título: a moeda caiu em pé. Por conta dessa conquista, o então Grêmio são-paulino fez uma marcha à noite com um carro alegórico que continha uma moeda em pé somente para ir buscar a Taça dos Invictos no prédio de A Gazeta Esportiva.

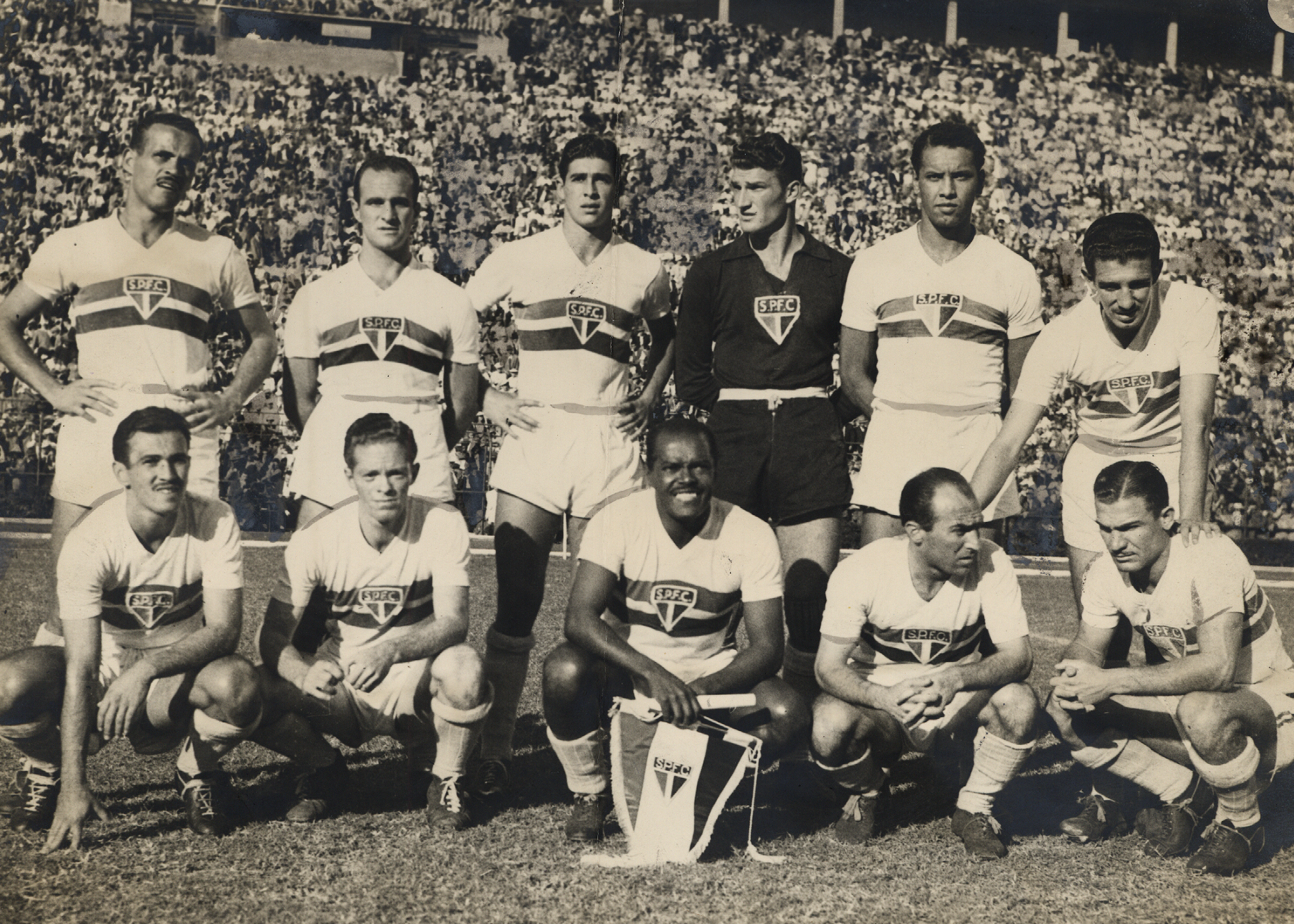
Time do São Paulo, 1949. Arquivo Nacional.

A década de 1940 foi a mais rentável em termos de títulos para o tricolor até então: foram cinco, com direito a dois bicampeonatos — Paulista de 1945/Paulista de 1946 e Paulista de 1948/Paulista de 1949 — e um título invicto — Paulista de 1946. Esse time ficou conhecido como "Rolo Compressor" — quando entrava em campo desconhecia-se apenas o placar, pois a vitória era garantida — e serviu para estabilizar o São Paulo como associação esportiva, já que a partir dessa época o clube desenvolveu de maneira rápida inúmeras atividades.
Com a hegemonia do São Paulo, atrelada à recente acusação sobre a tomada do Palestra Itália e a disputa pelos títulos entre os clubes, o clássico ganhou em importância e foi apelidado, novamente por Tomás Mazzoni, como Choque Rei. Também foi a partir dessa década que o clube passou a formar, junto a Corinthians e Palmeiras, o chamado Trio de Ferro.
Nessa época foram criados os departamentos de atletismo, esgrima, pugilismo, vôlei e xadrez, todos eles em 1943., basquete Alguns deles, porém, não tiveram tanto êxito e acabaram fechando após alguns anos, como as atividades de esgrima, xadrez e vôlei, sendo que a última voltaria à ativa em meados da década de 1970. Dentre os muitos departamentos criados, o de atletismo merece destaque, pois logo em seu segundo ano, 1944, conquistou uma série de catorze títulos paulistas, que acabariam somente em 1957. Porém já em 1961 conquistaria esses mesmos títulos até 1966, sendo, portanto, campeão por vinte vezes em 25 anos.

## Onze camisas, uma bandeira e muitas dívidas — 1950 a 1959

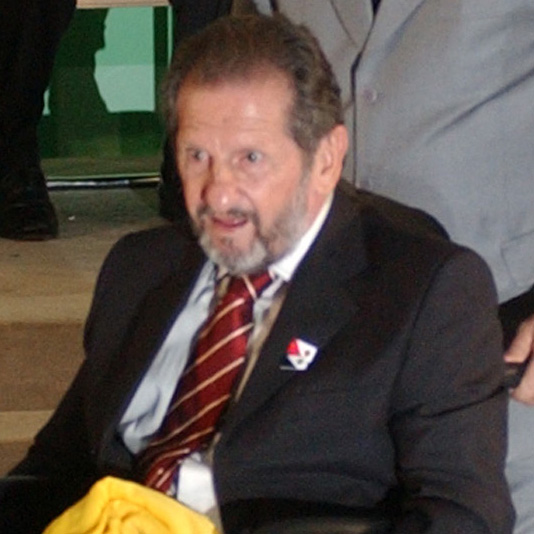
De Sordi em homenagem pelos 50 anos da conquista da Copa do Mundo de 1958.

A década de 1950 começou com bastante expectativa sobre o time que havia conquistado o decênio anterior. Além disso, em 4 de janeiro de 1950 Leônidas marcou seu último gol pelo clube e após mais três partidas se aposentou, em 21 de janeiro. Todos queriam saber como seria o time sem seu maior jogador. Pois no fim da década anterior começara a ganhar força um movimento para a construção de um estádio à altura das conquistas do clube. O então presidente Cícero Pompeu de Toledo encabeçou o grupo que era a favor do estádio, com a justificativa de que o clube não poderia apenas ganhar títulos, precisava também crescer patrimonialmente. Havia muitas pessoas, até de dentro do próprio clube, contra a construção. Diziam que seria uma loucura que poderia prejudicar muito as finanças do clube, pois o projeto não visava apenas à construção de um grande estádio, mas sim do maior estádio particular do mundo.
| “ | Fazer o difícil na hora e o impossível um pouco depois. | ” |
|   | — Cícero Pompeu de Toledo, .                            |   |

A ideia original era construir o estádio no próprio terreno do Canindé, mas com a construção da Marginal Tietê dois terços do terreno — cerca de 20 mil metros quadrados — foram desapropriados pela prefeitura, e a construção de um estádio no local foi então descartada. Com esse primeiro contratempo, Luís Campos Aranha disse a Pompeu de Toledo que sabia quem poderia arrumar o clube para que o estádio fosse construído. Esse alguém era Laudo Natel, diretor financeiro do Bradesco e são-paulino. Para conseguir um empréstimo junto ao banco, o São Paulo precisava sanar suas dívidas. Para tal, Natel sugeriu a venda do único patrimônio do clube, o Canindé. O campo de treinamento foi então vendido a Wadih Sadi, conselheiro do clube, com a condição que o clube pudesse continuar treinando por lá até que tivesse outro local.
| “ | Não podemos ser um clube de onze camisas, uma bandeira e muitas dívidas nos assustando. | ” |
|   | — Laudo Natel, .                                                                        |   |

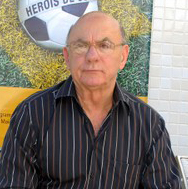
Dino Sani, um dos heróis da conquista da Copa do Mundo de 1958, jogador do clube de 1954 a 1961.

Com as dívidas sanadas e o empréstimo engatilhado, o clube partiu atrás de um local que atendesse às exigências, sendo logo escolhido um terreno alagado no bairro do Ibirapuera, onde hoje se localiza o Parque Ibirapuera. O prefeito Armando de Arruda Pereira deu sinal verde para o uso do terreno e enviou oficio à Câmara dos Vereadores para a oficialização. Mas Jânio Quadros, presidente da Câmara, se opôs e vetou o projeto. A solução encontrada foi edificar o estádio longe do centro da cidade, em um local à época conhecido como Jardim Leonor e que depois se transformaria no bairro do Morumbi. O local, desabitado e sem infraestrutura, estava sendo loteado pela imobiliária Aricanduva e em dezembro de 1951 o São Paulo, por meio de Luís Aranha, conseguiu que a imobiliária destinasse ao clube uma área que antes serviria para parques e jardins. Com isso, o clube recebeu uma doação da imobiliária em 4 de agosto de 1952, em troca da compra de parte do terreno. A prefeitura foi mediadora do processo e impôs certas condições à construção. Já em 15 de agosto, a pedra fundamental foi abençoada pelo Monsenhor Bastos, e a escritura de posse, assinada por Pompeu de Toledo. Ainda no mesmo dia foi formada uma comissão pró-estádio, presidida por Cícero Pompeu de Toledo, independente da direção do clube e que se ocuparia somente com o estádio.
Antes até de ser escolhido o projeto, as cadeiras cativas já começavam a ser vendidas pelo goleiro José Poy por sua vontade, uma vez que a diretoria almejava apenas usar sua imagem. Poy foi muito bem sucedido, pois, das doze mil cativas colocadas à venda, conseguiu vender 8 mil.
Muitos projetos foram apresentados à comissão, inclusive um de uma construtora soviética chamada Antonov & Solnnerkevic, que previa uma cobertura transparente e removível em todo o estádio. Mas o projeto escolhido foi o de João Batista Vilanova Artigas, conceituado arquiteto da Escola Paulista, principalmente por possuir capacidade para 150 mil pessoas. A obra teve seu início em 1953, com o estanqueamento do terreno, a construção de galerias e o escoamento do campo.
Faltava agora o nome para o estádio: pensou-se em "9 de Julho", em homenagem à Revolução Constitucionalista de 1932, e até em "Paulistão", mas em 1957 Cícero Pompeu de Toledo adoeceu e afastou-se do cargo. Pressentindo que ele não duraria muito, conselheiros reuniram assinaturas para que o nome fosse o do idealizador e maior motivador da obra, Estádio Cícero Pompeu de Toledo. Em 1958 Cícero faleceu, mas já com a ciência de que seu sonho seria realizado. Com a morte de Pompeu de Toledo, uma nova comissão foi formada, dessa vez encabeçada por Laudo Natel. Com isso, a construção foi conduzida de maneira firme e passando por cima de dificuldades incríveis, pois nada do que entrou para a construção foi cedido por qualquer poder público.
De 1952 até 1959 o clube destinou todo o dinheiro para o estádio, mas mesmo assim conseguiu ter equipes competitivas com craques, chegando a ganhar os Paulistas de 1953 e 1957, sendo que este último título marcou a despedida de Teixeirinha e contou com a experiência do carioca Zizinho, já com 35 anos, em campo e o treinador húngaro Béla Guttmann no banco.
Sobre o Paulista de 1953 cabe dizer que deu ao clube o título de "Campeão do IV Centenário" da cidade de São Paulo, pois o título somente fora decidido em 24 de janeiro de 1954, um dia antes do aniversário de 400 anos da cidade, tornando o time, dessa maneira, o legítimo campeão paulista das comemorações do aniversário.
O São Paulo também ficou com os vice-campeonatos paulista de 1950, 1952, 1956 e 1958. Sendo que a partir do Campeonato de 1956, perdido para o Santos, o clássico entre as duas equipes foi apelidado de San-São pelo jornalista Tommaso Mazzoni.
O ano de 1952 também foi frutífero para o atletismo do clube, mais precisamente para o salto triplo, pois foi nesse ano que Adhemar Ferreira da Silva, atleta revelado pelo clube em 1947, alcançou o recorde mundial da categoria nas Olimpíadas de 1952, em Helsinque, feito repetido nos Jogos Pan-americanos de 1955, no México. Esses dois recordes, e suas respectivas conquistas, foram imortalizados no escudo do clube com duas estrelas douradas em 1955 e, posteriormente, no uniforme em 1997.

## O estádio e nada mais — 1960 a 1969

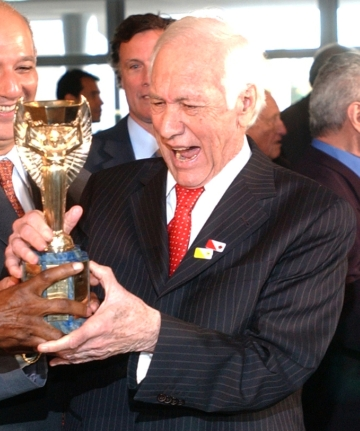
Bellini, capitão da Copa do Mundo de 1958, jogou no São Paulo na década de 1960.

A década de 1960 foi marcada pelo Santos de Pelé, que conquistou quase tudo que disputou. Não bastasse isso, o São Paulo ainda estava com seu estádio inacabado.
O clube não possuía mais dinheiro para a construção, e uma solução foi inaugurar o estádio antes de terminado, para que pudesse arrecadar com público e também com aluguel para outros clubes. Assim, ao dia 2 de outubro de 1960, sob os olhares de 64 748 pessoas, o estádio Cícero Pompeu de Toledo foi inaugurado em um jogo contra o Sporting, de Portugal.
Com o estádio em condições de receber jogos, o clube partiu novamente atrás de maneiras de conseguir mais dinheiro para sua conclusão. Conseguiu por vários meios, entre eles o Carnê Paulistão, uma espécie de bingo, criado pelo apresentador e torcedor do clube Hélio Setti, da Rede Excelsior de televisão. Ele sorteava prêmios pela televisão às pessoas que estivessem em dia com o pagamento dos carnês, num sistema parecido com o atual Baú da Felicidade. Outras fontes utilizadas foram parcerias, permutas comerciais e empréstimos financeiros, além da venda dos títulos patrimoniais e sociais que serviram para alavancar verba para a finalização do estádio e para a construção da parte social. Já quase no fim da obra, a Prefeitura propôs uma troca do novo estádio pelo Estádio do Pacaembu, ao que Laudo Natel prontamente respondeu que "o sonho do são-paulino não cabe no Pacaembu".
Por conta da construção do estádio, o clube teve seu maior jejum de títulos — conhecido no jargão futebolístico como "fila" — entre os períodos de 1957 e 1970, constituindo treze anos sem títulos expressivos. Nessa época o clube angariou os títulos da Taça dos Campeões Estaduais Rio-São Paulo em 1958, Pentagonal de Guadalajara (México) em 1960, Quadrangular de Cali (Colômbia) em 1960, Campeonato Paulista de Segundos Quadros em 1960 e 1962, Pequena Taça do Mundo (Venezuela) em 1963, Torneio Triangular de El Salvador (El Salvador) em 1964, Torneio de Firenze (Itália) em 1964 e Troféu Colombino Huelva (Espanha) em 1969, num total de nove títulos. Mesmo assim, o hiato de conquistas oficiais é o menor entre os rivais de estado.
Se para o futebol o período não foi profícuo em títulos, para o pugilismo foi o que mais obteve destaque. Compreendida entre as décadas de 1940, 1950 e 1960, a era de ouro do pugilismo teve como pilar a Academia de Boxe das famílias Zumbano/Jofre, onde os atletas eram treinados em sua maioria por Aristides Kid Jofre, pai de Éder Jofre. Nessa época formou lutadores que se tornariam famosos e conquistariam títulos brasileiros, sul-americanos e mundiais. E foi justamente em 1960 que Éder Jofre conquistou seu primeiro título mundial pelo São Paulo, o de Pesos-Galos da Associação Mundial de Boxe, AMB. Após dois anos, em 1962, ele conquistou o Mundial de Pesos-Galos Unificado.

## A glória outra vez — 1970 a 1979

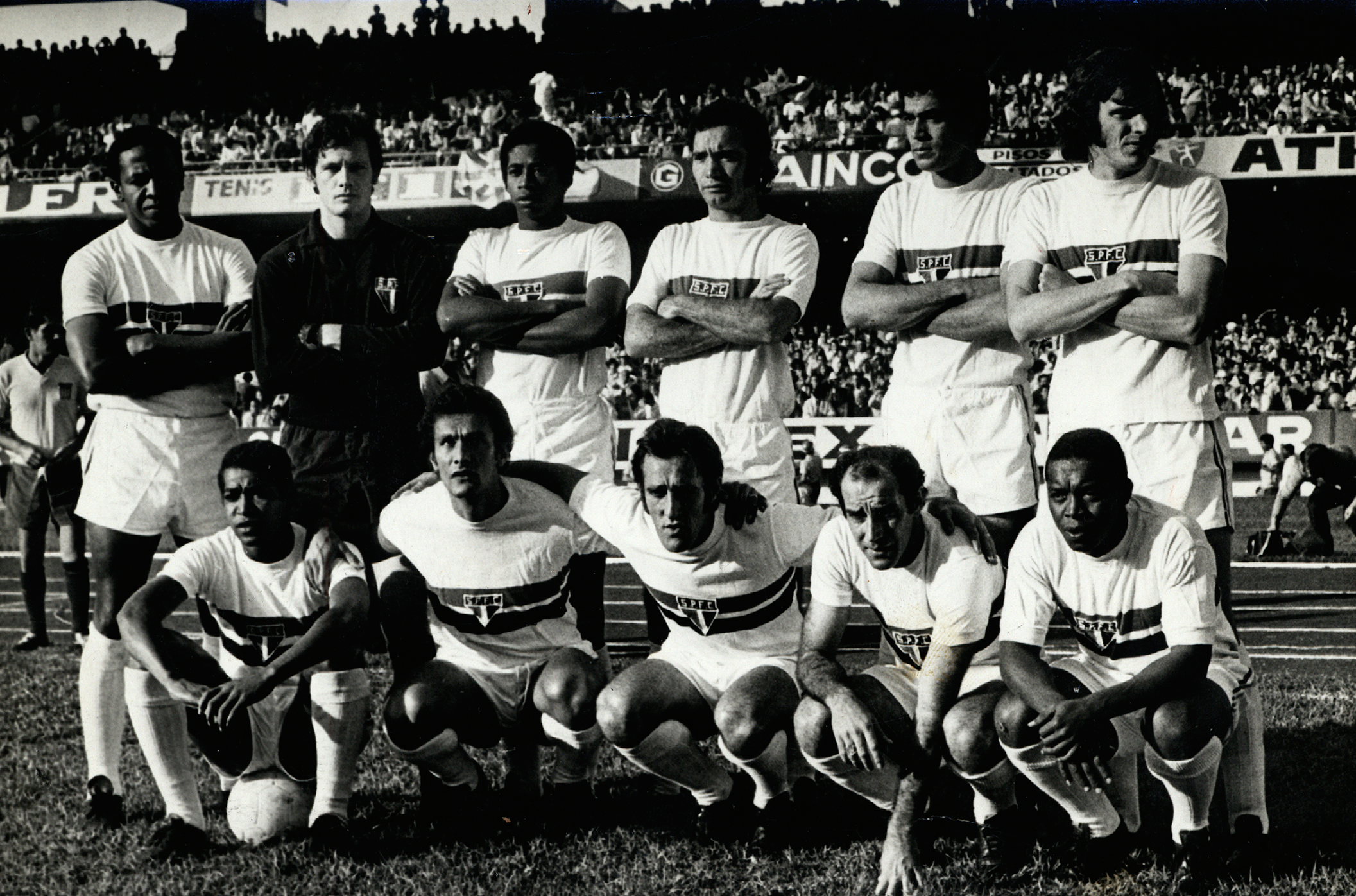
Time do São Paulo, 1971. Arquivo Nacional.

O maior estádio particular do mundo à época estava pronto e, com isso, o clube pôde enfim voltar novamente suas atenções para o escrete tricolor. Dessa maneira, foram contratados o volante Edson Cegonha, o centroavante Toninho Guerreiro, o lateral-direito Pablo Forlán e o meio-campista Gérson, montando assim um time muito forte, mas que demorou até 1970 para engrenar.
Após as contratações o estádio deveria ser inaugurado e então, no dia 25 de janeiro de 1970, foi feito o jogo de sua inauguração definitiva. Porém, dias antes do jogo inaugural, as madeiras resultantes da construção continuavam dentro de campo e a empresa que retiraria as madeiras deu um prazo de 40 dias para fazê-la. Um dirigente do clube que possuía contatos dentro do exército ficou sabendo que eles precisavam de lenha e encaminhou uma proposta em que o time cederia a madeira, mas o exército deveria retirá-la de lá em um dia apenas. O acordo foi fechado, e a madeira, recolhida.
Os números da construção do estádio impressionam pela grandeza. Foram utilizados cinquenta mil metros cúbicos de concreto, quatrocentos mil sacos de cimento e seis mil toneladas de ferro. A área destinada ao público é de 64 450 metros quadrados.
O jogo, contra o Porto, de Portugal, foi o divisor de águas na época, pois a torcida e os dirigentes cobravam o então presidente Laudo Natel sobre a seca de títulos. Ele respondia sempre dizendo que não adiantava ter um time sem patrimônio e que assim que o estádio estivesse construído montaria uma boa equipe para ganhar um título em um ou dois anos, o que acabou ocorrendo no próprio ano da inauguração e se repetindo no ano seguinte.

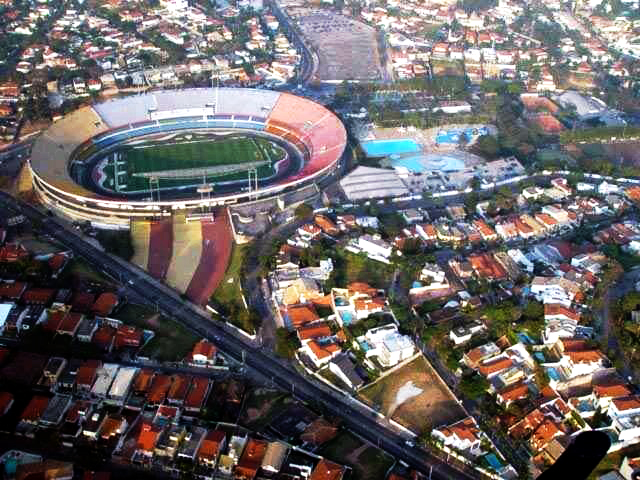
Vista aérea do estádio do Morumbi e de parte do bairro que o abriga.

O estádio serviu também para apaziguar os ânimos dos que diziam que o local da construção, o bairro do Morumbi, seria para sempre desabitado. Pois, se antes não havia nada por lá, o esgoto, a água e a luz foram para lá e hoje ele é considerado um dos bairros mais chiques e elegantes, com o metro quadrado entre os mais caros da capital. Por conta de sua localização o estádio passou a ser conhecido como Morumbi e o time, que já fora o São Paulo da Floresta e o Tricolor do Canindé, agora seria o Tricolor do Morumbi.
Portanto nos anos 1970 o São Paulo conseguiu se superar em vários aspectos. Conseguiu, em 1971, um vice-campeonato no Campeonato Brasileiro — seu melhor resultado até então — e de quebra a classificação para a Libertadores de 1972, em que terminou no quarto lugar. Desde o início dessa década o clube foi melhorando seu desempenho, com os Paulistas de 1970, 1971 e 1975 e o inédito Campeonato Brasileiro de 1977. Houve ainda os vice-campeonatos do  Brasileiro de 1973 e da Libertadores de 1974.

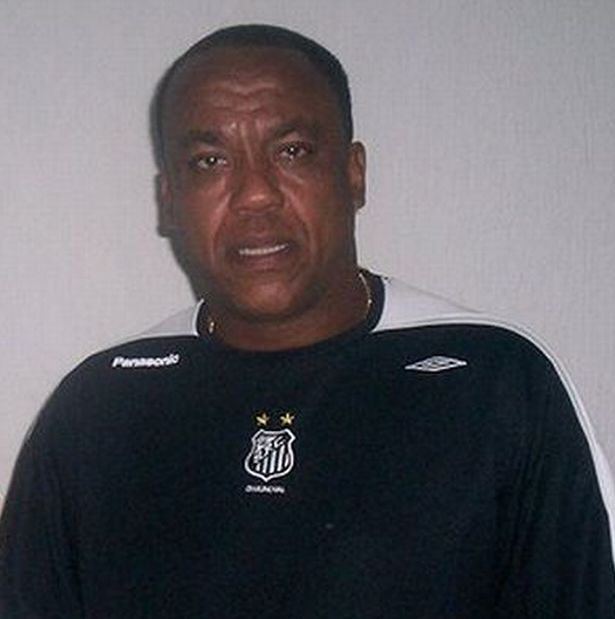
Serginho Chulapa, o maior artilheiro do clube de todos os tempos.

Sobre o primeiro Campeonato Brasileiro conquistado, pode-se dizer que foi o mais improvável título do clube, pois os especialistas da área consideravam aquele time mediano e nem o incluíam entre os favoritos, mesmo contando com o melhor treinador do país — Rubens Minelli — e com um elenco que continha nove jogadores que tiveram ou teriam passagem pelo selecionado nacional. Pois aquele time jogou o campeonato inteiro ganhando quando deveria e perdendo quando podia  — foram  apenas duas derrotas nas duas primeiras fases — até chegarem às partidas decisivas. Na terceira fase o time só perdeu para o Botafogo de Ribeirão Preto, e ainda assim com um gol mal anulado, que resultou na suspensão do atacante Serginho Chulapa após um chute desferido no bandeirinha que anulara o gol. E na semifinal passou pela então zebra, o Operário de Campo Grande, com uma vitória em casa por 3 a 0 e uma derrota fora por 1 a 0.
Dessa maneira o Atlético Mineiro e o São Paulo chegaram à final, que seria disputada em partida única no Mineirão, com o time mineiro apontado como favorito ao título. Na grande final os times não contariam com seu maiores jogadores, Serginho pelo tricolor e Reinaldo pelo alvinegro mineiro. Seguindo as ordens do técnico, o time fez uma marcação muito forte, não deixou o Atlético jogar e ainda criou as melhores chances de gol. O jogo foi então para a prorrogação, mas o placar não foi aberto por time algum. Na decisão por pênaltis, o que contou mesmo foi a catimba do goleiro tricolor Waldir Peres, que conseguiu desestabilizar os batedores atleticanos — eles desperdiçaram três cobranças, ficando, assim, o título com o Tricolor do Morumbi.
Porém, em 1978 o São Paulo não conseguiu o título do Paulista contra o Santos, que só foi decidido em meados do ano seguinte, e logo depois abdicou do Brasileiro de 1979 para se dedicar ao Paulista, quanto não conseguiu nada além de um sétimo lugar, sinal de que precisava mudar novamente.
Éder Jofre já havia conquistado a glória com os dois títulos mundiais, porém duas derrotas por pontos e muito contestadas em 1965 e 1966 fizeram-no abandonar o boxe. Mas em 1969 Éder surpreendeu a todos e voltou a lutar, dessa vez em nova categoria, a de Peso Pena. Mesmo em uma categoria superior à com que estava acostumado, Éder conquistou uma incrível série de 25 vitórias, e uma delas valeu-lhe, inclusive, o título do Mundial de Pesos-Penas pelo Conselho Mundial de Boxe, o CMB, de 1973.

## Década tricolor — 1980 a 1989

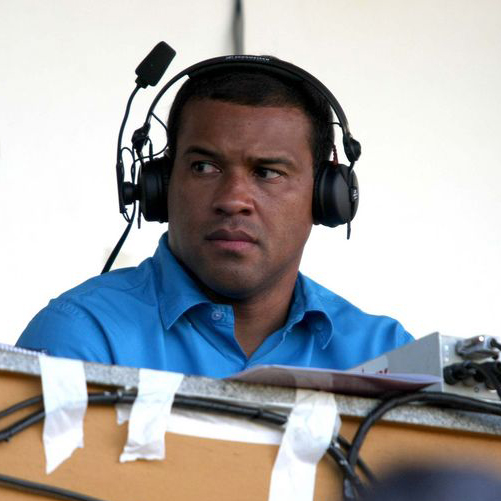
O grupo conhecido como Menudos do Morumbi contou com Müller em seu elenco.

O ano de 1980 começou com uma incômoda marca: o Brasil não ganhava uma Corrida de São Silvestre havia 34 anos. Pois o corredor são-paulino José João da Silva acabou de vez com esse estigma, faturou o título e de quebra ainda estabeleceu os recordes brasileiros dos cinco mil e dos dez mil metros, que só seriam ultrapassados depois de dezesseis anos. Em 1985, após passar por uma cirurgia no joelho e quebrar um braço, ele conquistou seu bicampeonato na corrida trajando as cores do Tricolor do Morumbi.
No futebol, o time começou a década de 1980 muito bem, com um bicampeonato paulista em 1980 e 1981 e um vice-campeonato brasileiro também em 1981, conquistando dessa maneira os apelidos de Máquina Tricolor e Tricolaço. A partir de 1981 o clube fez uma série de intercâmbios com times americanos, iniciados com o Cosmos, que possibilitaram trazer o zagueiro Oscar para o clube. Ainda em 1981 o clube teve a honra de atuar com o camisa 10 Rivellino, em um amistoso contra a seleção da Arábia Saudita. Nessa época o clube passou por uma reformulação geral em seu quadro de diretores, que passaram a gerir o clube de forma ambiciosa com a intenção de elevar o clube a potências de nível europeu. Para tal foram vendidos gradativamente diversos jogadores, entre eles Müller e Chicão, e contratados tantos outros, tais como Renato e Oscar.
| “ | É mais que Tricolor, é Tricolor com aço, é Tricolaço!  | ” |
|   | — Slogan do time inspirado em um comercial de pneus, . |   |

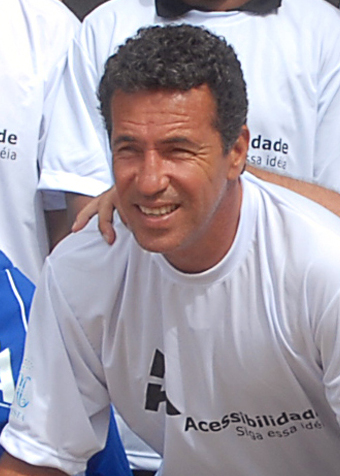
Careca, autor do gol de empate na final do Brasileiro de 1986.

O time até que começou bem o ano de 1982, mas com o vice-campeonato paulista perdido para o Corinthians uma fase transitória já estava a caminho. Serginho Chulapa se transferiu para o Santos em 1983 e para seu lugar a diretoria contratou o jovem e talentoso Careca, mas o calvário continuou com outro vice-campeonato, novamente para o Corinthians, e a "máquina" emperrou de vez. Em 1984 o técnico Cilinho começou a novamente dar forma ao time e no ano seguinte promoveu diversos jogadores da categoria de base do clube, entre eles Müller e Silas, e, após uma reação surpreendente em um empate contra o Grêmio, o time ganhou a alcunha de Menudos do Morumbi, em alusão à banda porto-riquenha Menudo. Vale salientar que houve também a contratação do "Rei de Roma", Falcão, que chegou como a grande contratação do ano de 1985. Com esse time, o clube conquistou o bicampeonato brasileiro em 1986 e os Paulistas de 1985 e 1987.
No Brasileiro de 1986 o São Paulo entrou como favorito ao título, diferente do que havia acontecido em 1977, porém isso não significa que o time teve vida fácil. Nas primeiras fases tudo correu muito bem, com apenas uma derrota. Aí vieram os mata-matas, e a estrela de Careca brilhou mais forte: ele só deixou de marcar no jogo de ida contra o Fluminense. O clube passou por adversários fortes e chegou à final contra o Guarani, ex-time de Careca. O primeiro jogo terminou empatado em 1 a 1, com gols de Evair para o bugre e de Careca para o tricolor — artilheiros da competição com 24 gols cada. A decisão seria no jogo de volta, a ser disputado em um Estádio Brinco de Ouro da Princesa lotado. No tempo regulamentar, novamente empate em 1 a 1, o que forçou a prorrogação. No primeiro minuto o São Paulo virou o jogo, mas seis minutos mais tarde o Guarani empatou. Aos cinco minutos do segundo tempo da prorrogação o Guarani fez 3 a 2 e, confiante que não haveria mais tempo para um novo empate, o responsável pelo sistema de alto-falantes do estádio começou a tocar o hino do clube. Mas faltando apenas um minuto para o fim a bola sobrou para Careca empatar o jogo e desempatar a artilharia da competição. Novamente o título seria decidido nas penalidades, e foi novamente a favor do Tricolor do Morumbi.
Já o ano de 1988 não foi pródigo em títulos e culminou com o fim da fase dos Menudos, mas serviu para enriquecer ainda mais o patrimônio do clube, pois em 9 de abril foi inaugurado o Centro de Treinamento Frederico Antonio Germano Menzen — também conhecido como CCT da Barra Funda ou ainda CT Barra Funda —, no bairro da Barra Funda, em uma área de 44 472 metros quadrados. Ele surgiu como uma necessidade de acomodar melhor os atletas da categoria principal do São Paulo, uma vez que o Estádio do Morumbi com a modernização do esporte e apesar de confortável, não oferecia tudo o que o time necessitava.
O time foi mal em 1988, mesmo com a contratação de Bobô, e não conseguiu muita coisa. O ano de 1989 parecia que seguiria na mesma toada, mas, com uma mudança no comando do time, a motivação às peças que já estavam jogando — entre elas Raí — e a contratação de Ricardo Rocha, o time conquistou o Paulista de 1989.
Uma curiosidade dessa época é que o time, em suas cinco conquistas estaduais, sempre começou mal as disputas e foi se recuperando no decorrer da competição, o que lhe conferiu o apelido de "time de chegada". Por conta disso, a torcida não se preocupava com um mau começo nos campeonatos, pois sabia que o time teria condições de chegar ao título.

## A era Telê — 1990 a 1994

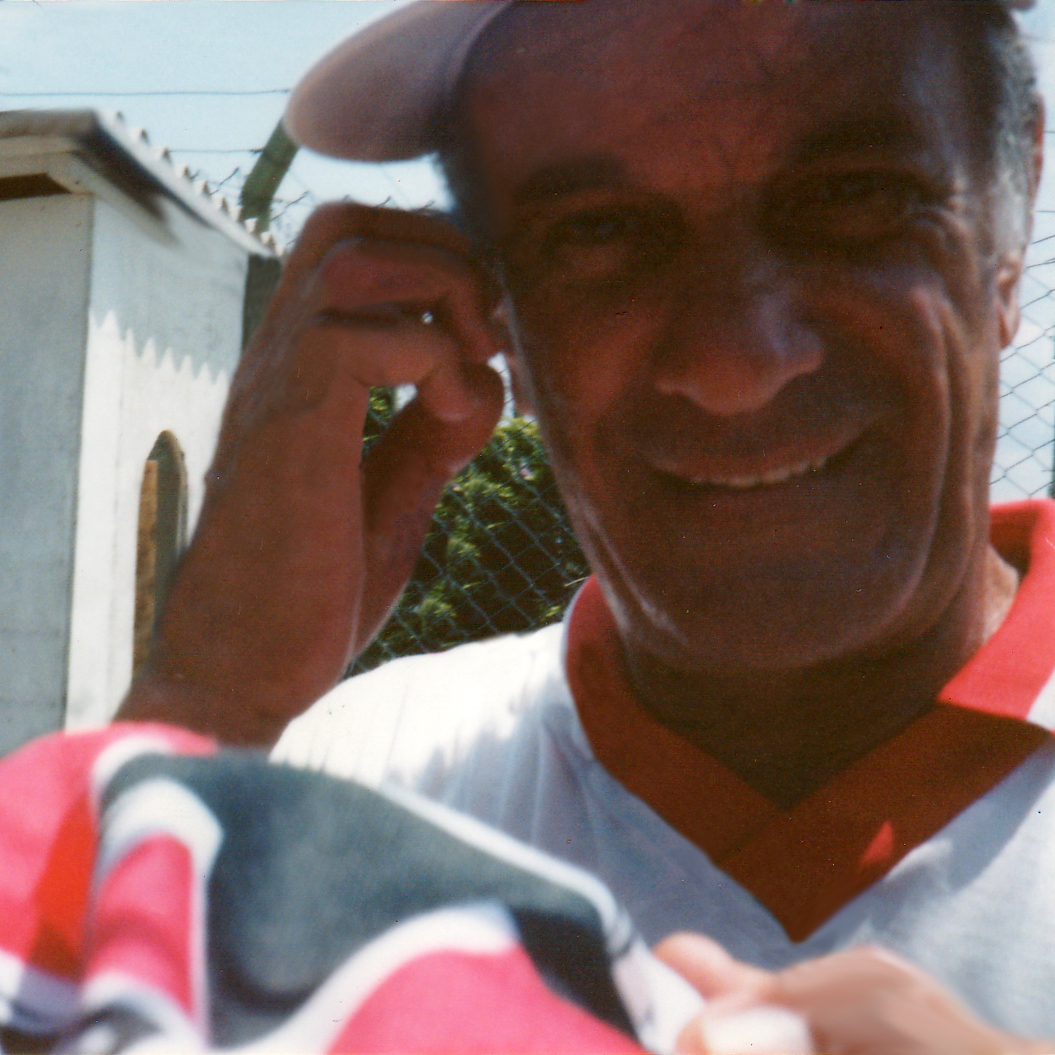
Telê Santana, técnico que conquistou dois Mundiais e duas Libertadores no São Paulo.

Após praticamente duas décadas vitoriosas, alguns apostavam em uma fase descendente do clube, o que pareceu que iria ocorrer em 1990. Logo no Paulista daquele ano o São Paulo foi muito mal, não conseguindo se classificar entre os dezesseis que iriam à segunda fase e que consequentemente ficariam no grupo mais forte no ano seguinte. Restava ao Tricolor conseguir uma vitória na repescagem contra o Botafogo de Ribeirão Preto para continuar com pretensões de título. Mas conseguiu apenas um empate e nem a goleada por 6 a 1 sobre o Noroeste na última rodada fez com que o time conseguisse a classificação.
Esse episódio é um dos mais controversos da história do futebol paulista: afinal, teria o São Paulo sido rebaixado em 1990? Para explicar essa passagem, é necessário que sejam explicados também os estaduais anteriores. Em 1988 e 1989 também não houve descenso. E o regulamento do ano de 1990 não previa, seguindo os anteriores, descenso à divisão imediatamente inferior.
| “ | Para o Campeonato da Primeira Divisão de Futebol Profissional de 1991, o Grupo I será constituído pelas 14 associações classificadas para disputar a quarta fase do Campeonato de 1990 e o Grupo II será constituído pelas dez associações restantes que não se classificaram para a quarta fase e mais quatro advindas da Divisão Especial de 1990. | ” |
|   | — Parágrafo 1.º do Artigo 5.º do regulamento do Campeonato Paulista de 1990, . |   |

| “ | No campeonato da primeira divisão de futebol profissional de 1990, não haverá descenso à divisão especial de futebol profissional. Mas a partir de 1991, ou a cada ano, haverá o descenso de uma associação da Primeira Divisão de Futebol Profissional e o acesso de uma associação da Divisão Especial de Futebol Profissional. | ” |
|   | — Parágrafo 2.º do Artigo 5.º do regulamento do Campeonato Paulista de 1990, . |   |

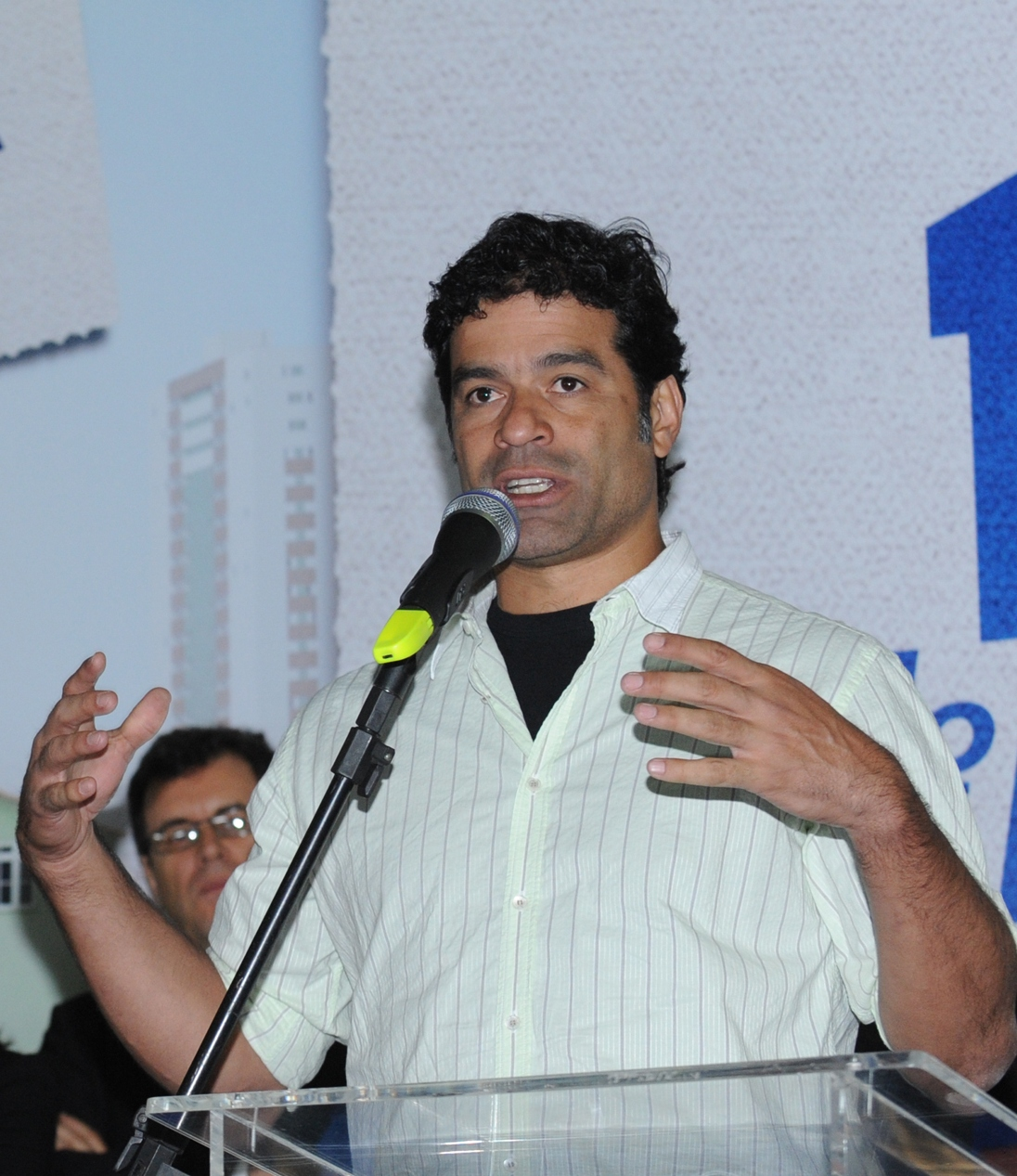
Raí, um dos líderes na conquista da Libertadores e do Mundial de 1992.

Voltando ao campeonato, o São Paulo, já com Telê Santana, não conseguiu melhorar sua colocação no Paulista de 1990. Mas já no Paulista de 1991 colocou ordem na casa e, valendo-se de jogar contra times menores, conseguiu chegar às finais do campeonato e mais tarde ao título, disputado contra o Corinthians. O grande nome desse campeonato, e que seria por mais algum tempo, foi Raí, que chegou ao clube e, apesar de ser um dos mentores do título de 1989, não era unanimidade. Chegou a ser vaiado e quase foi emprestado. Mas Telê insistiu nele, o que acabou gerando resultados, pois foi Raí que novamente levou o clube a mais um estadual. E Telê realmente arrumou o time, pois, após duas finais seguidas que o time perdeu, faturou o título de tricampeão do Brasil em 1991 na terceira.
A partir daí o mundo era o limite, tanto que em 1992 o clube definiu como primordial a conquista da Taça Libertadores da América de 1992, uma vez que na Libertadores de 1972 o clube ficara a um empate da final, em 1974 perdera a final no jogo-desempate e em 1978, 1982 e 1987 não passara da primeira fase. A taça era prioridade para o clube, mas não para Telê, que considerava a competição desleal. Desse modo, escalou apenas três titulares no jogo de estreia e perdeu para o Criciúma por 3 a 0. Mas a diretoria insistiu e forçou o técnico a priorizar a competição sul-americana, dizendo que desde aquela data ela contaria com exame antidoping, no que foi prontamente atendida. O time foi evoluindo durante a competição. No primeiro jogo da final, em Buenos Aires, o Newell's Old Boys venceu por 1 a 0. No jogo de volta, uma cena inédita: horas antes do jogo, o Morumbi já não tinha lugar para mais ninguém, com 105 185 pessoas dentro do estádio e mais 15 mil do lado de fora — mas a torcida continuava chegando. As vias de acesso ao estádio ficaram entupidas. E, empurrado por um estádio apinhado, finalmente o título da Libertadores veio, nos pênaltis, depois de vitória por 1 a 0 no tempo normal. A torcida invadiu o gramado para comemorar em uma festa que a cidade de São Paulo jamais havia visto.
Com esse título, o clube partiu para um compromisso ainda maior: enfrentar o Barcelona de Johan Cruijff — considerado o melhor Barcelona de todos os tempos —, com craques do nível de Koeman, Stoichkov e Laudrup pelo Mundial Interclubes. Antes, em agosto, o clube já havia enfrentado o mesmo Barcelona e conquistado uma vitória por 4 a 1, pelo Troféu Teresa Herrera. No jogo do mundial, o Barcelona saiu na frente, mas dois gols de Raí viraram o jogo e deram o título ao time de Telê Santana. O São Paulo era enfim o melhor time do mundo. Na volta, o São Paulo fez mais uma vítima, na segunda partida da final do Paulista de 1992: o Palmeiras, que amargava uma fila de 16 anos.
| “ | O São Paulo foi impecável a partida inteira. Venceu com toda justiça.                                   | ” |
|   | — Johan Cruijff, técnico do Barcelona após derrota para o São Paulo pelo Mundial Interclubes de 1992, . |   |

| “ | Se é pra ser atropelado, melhor que seja por uma Ferrari. | ” |
|   | — Johan Cruijff, idem acima, .                            |   |

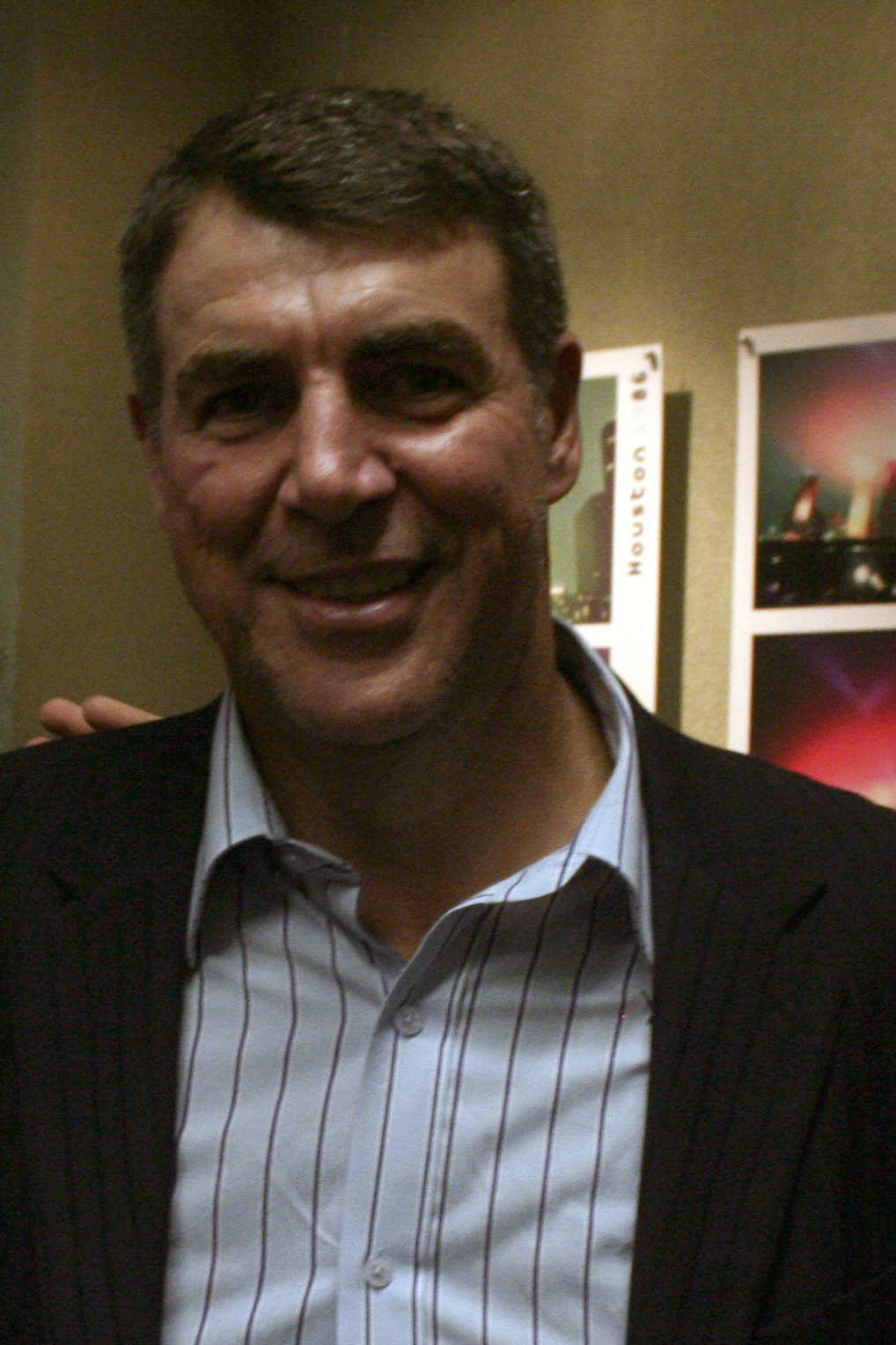
Zetti, goleiro titular dos títulos de 1992 e 1993.

Após o São Paulo chegar ao topo do mundo, era preciso manter-se nele. Para tal, novamente foi dada prioridade máxima à Libertadores de 1993, dessa vez com um facilitador: como havia sido campeão em 1992, o time já entraria na fase de mata-matas. A equipe estava muito bem preparada, com a parte técnica e tática no auge e pronta para enfrentar um ano em que o time realizaria 97 partidas.
O São Paulo passou mais facilmente por seus adversários em relação ao ano anterior e chegou às finais contra a Universidad Católica, do Chile. O time aplicou no primeiro jogo, no Morumbi, uma sonora goleada por 5 a 1 e praticamente colocou a mão na taça. O segundo jogo, vencido pelo clube chileno por 2 a 0, não tirou o brilho da conquista em que foi aplicada a maior goleada em finais do certame de toda a história. Esse foi o último campeonato de Raí, que iria para a França desfilar seu futebol.
Por pouco o São Paulo não repetiu a dobradinha Libertadores/Paulista. O clube ficou fora das finais contra o Palmeiras por conta de um revés para o Corinthians, em que Neto marcou um gol em claro impedimento e um gol legítimo de Palhinha foi anulado. Pela Recopa Sul-Americana, o clube conseguiu seu primeiro título, em cima do Cruzeiro, nas penalidades, e dois meses depois conquistou a Supercopa, em cima do Flamengo.

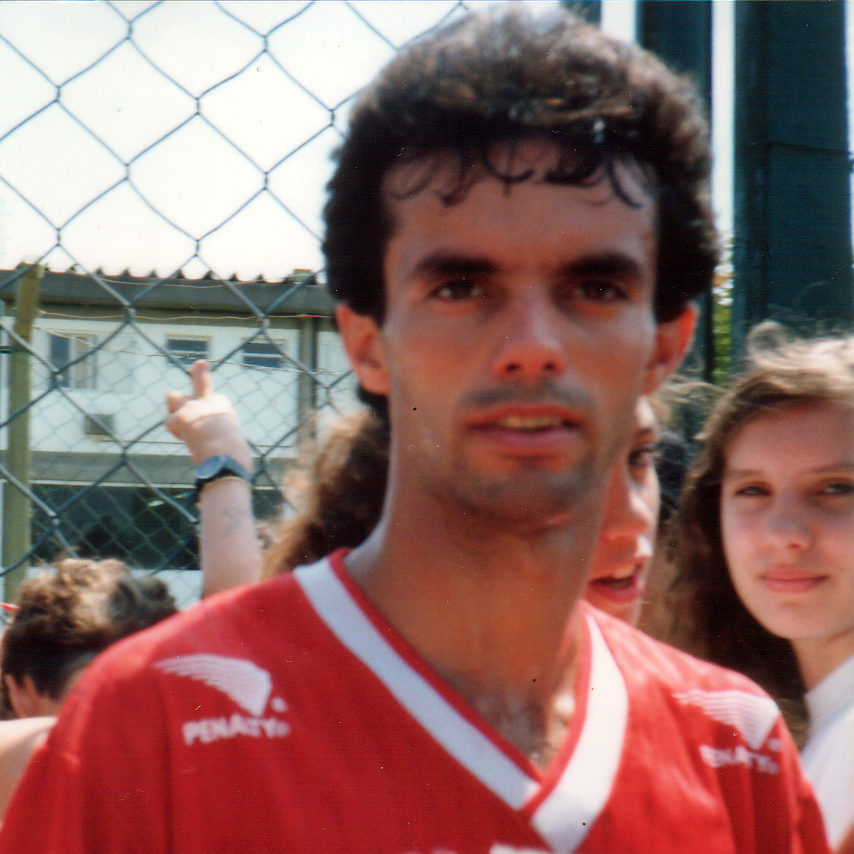
Palhinha, artilheiro do clube na Libertadores de 1993.

O São Paulo chegou enfim ao jogo do Mundial Interclubes, dessa vez contra o Milan de Fabio Capello, único campeão italiano invicto da história. O jogo era esperado com muita ansiedade, pois especialistas colocavam as duas equipes como as melhores do mundo à época. O Milan partiu para cima do São Paulo, sufocando o time e criando as melhores condições de abrir o placar, mas o tricolor é que marcou o primeiro gol. Os italianos empataram no segundo tempo em uma cobrança de escanteio, mas onze minutos depois o São Paulo desempatou novamente. Eis que o Milan conseguiu, aos 36 minutos, novo gol de empate. Tudo levava a crer que haveria prorrogação, e o time brasileiro talvez não tivesse fôlego para tal por conta das quase cem partidas no ano. Mas Müller estava com muita sorte: em um lançamento feito por Toninho Cerezo, a bola rebateu no goleiro do time italiano, bateu no calcanhar do atacante tricolor e entrou de mansinho no gol: 3 a 2. Nos contra-ataques o São Paulo faturou seu segundo título mundial.
| “ | No ano passado, o supertime era o Barcelona, mas viemos a Tóquio e ganhamos deles. Este ano, o supertime era o Milan. E também vencemos. Então eu pergunto: se eles são supertimes, o que é o São Paulo, afinal? Gostaria que me respondessem… | ” |
|   | — Ronaldão, . |   |

O São Paulo chegou novamente às finais da Libertadores em 1994, mas não foi possível levar o tricampeonato. Na verdade, boa parte do ano de 1994 foi infeliz: com exceçoes foram a Recopa Sul-Americana, vencida contra o Botafogo e a Copa Conmebol. Precisamente, a surpresa do clube nesse ano foi o chamado "Expressinho", o time de juniores e reservas do clube que disputava as partidas e torneios amistosos quando o time titular não estava disponível. Mas esse time, que tinha entre seus titulares jovens promessas, como Rogério Ceni, Juninho Paulista e Denílson, foi designado para jogar, entre outros campeonatos, a Copa Conmebol (competição precursora da atual Copa Sul-Americana), e trouxe o título, ganho em cima do Peñarol, que incluiu uma goleada por 6 a 1 no primeiro jogo da final.
Telê Santana ficou por cinco anos no São Paulo. Nesse período venceu todas as competições possíveis de ser vencidas por um clube paulista (exceto a Copa do Brasil): Campeonato Paulista, Brasileiro, Libertadores, Copa Conmebol, Supercopa da Libertadores, Recopa da Libertadores e Mundial Interclubes, além dos torneios Ramón de Carranza e Teresa Herrera.
Em 1993 decidiu-se organizar e mostrar as conquistas do clube. Para isso foram necessários dez meses de planejamento para, em 1994, ser inaugurado o Memorial Luiz Cássio dos Santos Werneck. O nome é homenagem a Luiz Cássio dos Santos Werneck, fiel escudeiro de Cícero Pompeu de Toledo durante toda a construção do Estádio do Morumbi. Até então, não havia um cuidado muito grande com a história do clube, e o Tricolor Paulista foi o precursor nesse tipo de empreendimento.
O memorial foi montado para que, além de mostrar as conqusitas dos gramados, também pudesse exibir conquistas fora deles. Além disso, preocupa-se em mostrar pontos importantes da história não só para o clube, mas para todo o esporte. Encontram-se no memorial, por exemplo, os troféus já conquistados na história do clube, objetos pessoais de Éder Jofre, Leônidas da Silva e Adhemar Ferreira da Silva, retratos de jogadores e ídolos, a história do Estádio do Morumbi e as conquistas de todas as modalidades já praticadas no clube.

## Choque traumático pós-Telê — 1995 a 2004

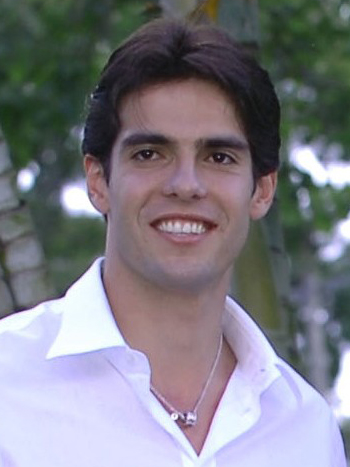
Kaká, atleta revelado pelo São Paulo e o melhor jogador do mundo em 2007.

Mas tudo o que é bom tem data para acabar e em 1995 Telê Santana ficou doente se afastou até 1996, quando foi definitivamente substituído: a "Era Telê" havia acabado. Junte-se a isso a reforma estrutural sofrida pelo estádio para a colocação dos amortecedores em que o futebol foi relegado ao segundo plano. Aquele time era considerado imaturo e bastaram três vice-campeonatos no biênio 96/97 — dois estaduais e uma Supercopa — para garantir a alcunha de "viceado". Entre 1995 e 2004 passariam pelo tricolor nada menos que catorze técnicos, sem nenhum título importante conquistado nesse período.
O time até tinha bons jogadores, entre eles Rogério Ceni, França e Denílson, e ainda foram contratados Gallo, Capitão e Márcio Santos. Com esse time o clube conseguiu chegar às finais do Paulista de 1998. Mas foi com a volta de Raí, somente para jogar a final, que o clube se sagrou campeão Paulista, seu 19.º título estadual.
Cabe ressaltar que Raí já havia firmado acordo para sua volta desde 1997 e que a transferência seria concretizada em maio de 1998. Mas, como Raí já estava em São Paulo e iria assistir à final, um dos diretores do clube consultou a Federação Paulista de Futebol para saber se seria viável sua inscrição e recebeu resposta positiva. Toda a documentação foi então enviada às pressas para que depois, perfeitamente regularizado, pudesse entrar em campo. Todos os jogadores foram unânimes em aceitar sua volta e ceder lugar na equipe. A manobra foi muito boa para o time, que, com Raí em campo, bateu o Corinthians por 3 a 1, com um gol e uma assistência do meia.
O ano seguinte começou mal, com eliminações em semifinais por três vezes seguidas. O time precisou fazer modificações no elenco e trocar de treinador para conquistar os tão sonhados títulos. E então, já em 2000, o time conquistou o Campeonato Paulista em uma final que deu o último título de Raí no São Paulo. Com essa vitória, o tricolor terminou o século como maior vencedor dos estaduais de São Paulo na média, com um título a cada 3,33 temporadas, enquanto o alvinegro paulistano teve um título a cada 3,91 temporadas e o alviverde, a cada 4,09.
Até aquele ano o clube não havia conseguido dois títulos: o do Rio-São Paulo e o da Copa do Brasil, que deixou escapar na final de 2000, em um jogo em que precisava somente do empate com gols contra o Cruzeiro: sofreu a virada, 2 a 1, aos 44 minutos do segundo tempo. Logo após a eliminação, Raí aposentou-se definitivamente dos gramados.
O Rio-São Paulo sempre foi querido pelo torcedor e até 2001 o time já havia participado de 21 edições, com o vice-campeonato como melhor colocação, em 1933, na primeira edição, 1962, 1965 e 1998. E, sempre que o time tinha condições de conquistá-lo, acontecia algo que impedisse o trunfo. Em 1949, o Tricolor decidiria com o Corinthians a final dependendo apenas de um empate, mas o jogo foi adiado devido à realização do Campeonato Sul-Americano de Seleções e depois acabou não sendo realizado. Em 1956 o clube chegou a ser campeão da fase nacional da disputa, mas esta não foi oficializada, pois houve desistência de todos os times cariocas.
Porém em 2001 o São Paulo, já sem Raí, mas com Luís Fabiano, Júlio Baptista e Kaká — na época ainda escrito com C — conseguiu chegar à final do Rio-São Paulo e ganhar do Botafogo; Kaká viraria, nessa última partida, o ídolo de hoje.
Algum tempo depois, em julho de 2001, o time ficou por quase um mês órfão de um de seus maiores ídolos, Rogério Ceni, acusado pela diretoria de falsificar uma proposta do Arsenal, da Inglaterra. Porém, com a ajuda de vários funcionários, colegas e até de diretores, conseguiu dar a volta por cima. Nesse período o atual ídolo do time quase foi transferido para o Cruzeiro, que desistiu do negócio em cima da hora. A essa altura o time já contava com a experiência de Leonardo, que voltara da Itália.
Em 2002, o São Paulo teve um ano tenebroso: perdeu mais uma decisão do Rio-São Paulo, para o Corinthians, foi desclassificado da Copa do Brasil pelo mesmo Corinthians e no Brasileiro saiu após duas derrotas para o time do Santos que formou a geração Robinho. O que salvou nesse ano foi a conquista do Supercampeonato Paulista, um torneio feito entre o campeão do Campeonato Paulista de 2002, o Ituano, e os três melhores times paulistas no Rio-São Paulo do mesmo ano, o último a ser realizado. Mesmo assim, os jogadores tiveram que conviver com a fama de "amarelões".
No pugilismo, o clube conseguiu fazer o maior boxeador da época vestir as cores do São Paulo. E no dia 3 de agosto de 2002 o boxeador Acelino Freitas, o Popó, derrotou por pontos o nigeriano Daniel Attah, em Phoenix, capital do Arizona, Estados Unidos, tendo representado, nessa ocasião, as cores do São Paulo. Houve ainda a tentativa de marcar uma luta do pugilista para o estádio do Morumbi, porém sem sucesso.
Em 2003 e 2004, o máximo que o clube conseguiu foi uma vaga para a Libertadores, competição de que não participava havia dez anos. No mais, a equipe passou essa fase com uma crise financeira, preterimento do futebol em prol do estádio, equipes desequilibradas taticamente e em mudanças de elenco. Em 2003 e com a imagem já desgastada com a torcida, Kaká despediu-se do clube que defendeu por pouco tempo. Em 2004 o São Paulo perdeu, na semifinal, para o Once Caldas, da Colômbia, e foi eliminado da Libertadores de 2004. Na volta para o Brasil, foi direto para Belém, onde perdeu para o Paysandu. Na volta à capital, foi recepcionado a pedradas pela torcida e, no dia do clássico contra o Palmeiras, foi entoado o coro de pipoqueiros pelos torcedores, trajados de camisa amarela. O espírito do time precisava mudar. No segundo semestre Luís Fabiano deixou o clube órfão de ídolos, pois até então Rogério Ceni era considerado apenas um ótimo goleiro, mas não um ídolo.
No ano de 2004, o clube ainda inaugurou o núcleo de Reabilitação Esportiva, Fisioterápica e Fisiológica, o REFFIS, para tratar os funcionários e atletas do clube ou de outras agremiações. Ele é considerado a mais moderna instalação do tipo pertencente a um clube na América do Sul, e o REFFIS é referência no Brasil, América do Sul e até na Europa.

## Apogeu são-paulino (Soberano) — 2005 a 2008

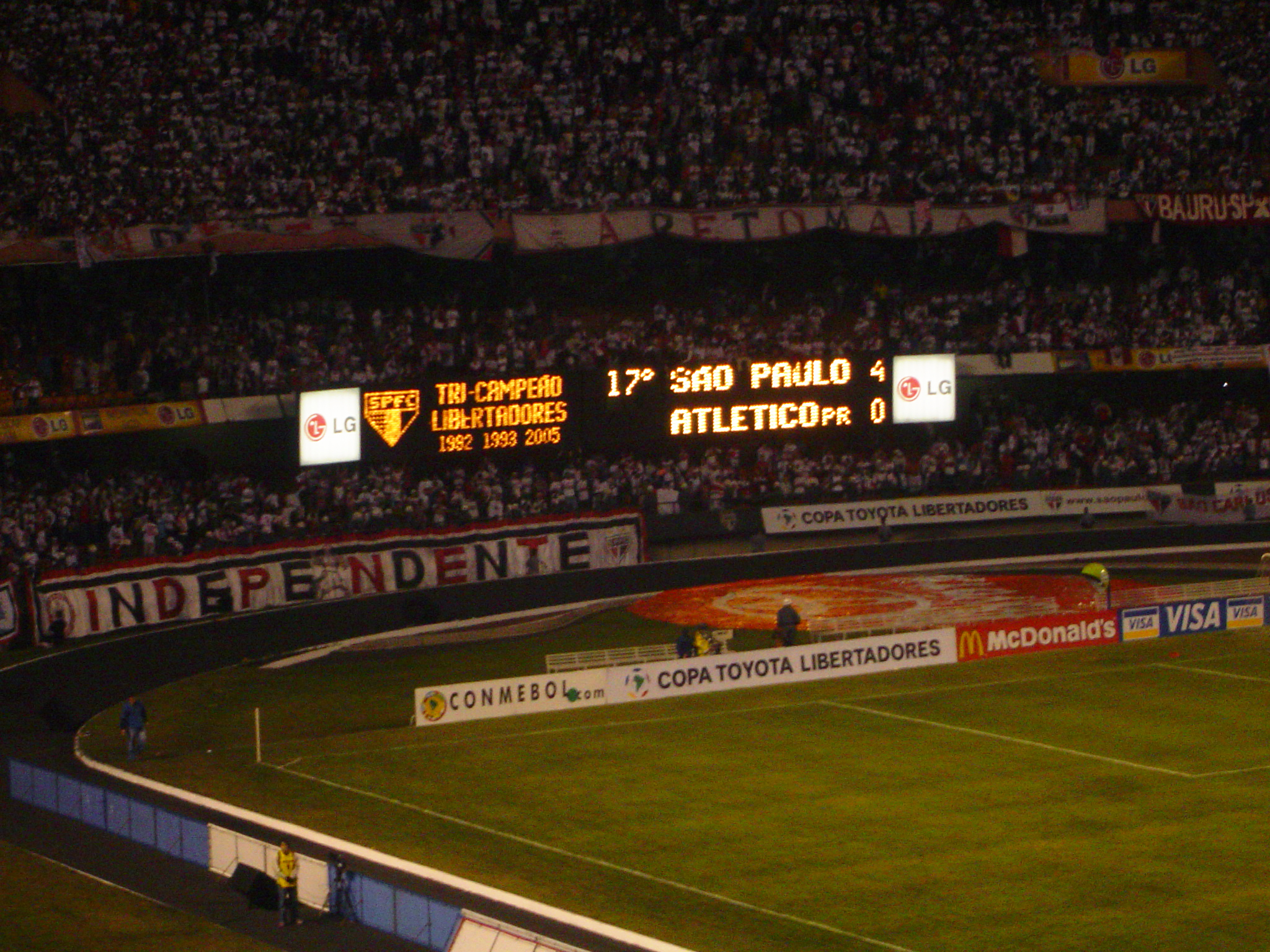
Placar eletrônico com o resultado da final da Libertadores de 2005.

O time já possuía uma base definida e com as contratações de Mineiro, Josué e Luizão o time ficou completo para a disputa de sua prioridade, a conquista da América. Com Emerson Leão no comando, o time adquiriu uma alma guerreira e um Campeonato Paulista sem maiores dificuldades. Mas Leão, inesperadamente, decide pedir demissão logo após o título e no meio da Libertadores. Para seu lugar foi chamado Paulo Autuori que continuou e até aperfeiçoou o trabalho anterior. Sob seu comando o time passou fácil por todos os competidores da América até chegar à final contra o Atlético Paranaense, a primeira disputada entre clubes de um mesmo país.

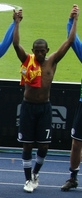
Mineiro, autor do gol no Mundial de 2005.

Na primeira final, realizada no Estádio Beira-Rio por falta de capacidade na Arena da Baixada — eram exigidos quarenta mil —, o tricolor conseguiu um empate por 1 a 1, e a decisão ficou para o Morumbi. Então, no dia 14 de julho de 2005, o São Paulo conquistou a América pela terceira vez. O segundo jogo foi bem mais fácil, com o São Paulo dominando desde o início e abrindo o marcador no primeiro tempo. No segundo, construiu a goleada por 4 a 0, a segunda maior goleada da história das finais da Libertadores, tornando-se o primeiro time brasileiro três vezes campeão da América.

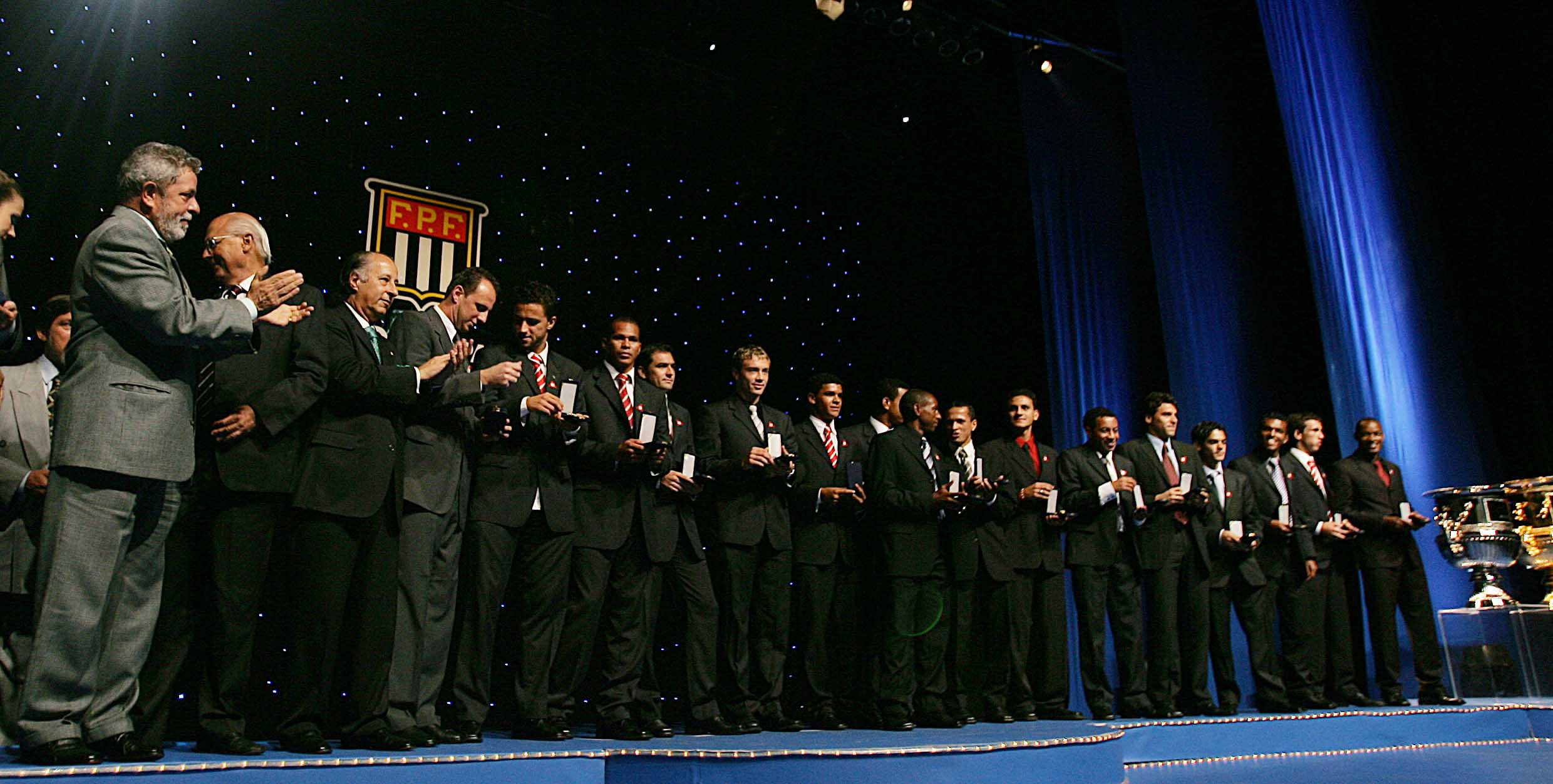
Homenagem recebida da Federação Paulista de Futebol e do presidente Lula pela conquista do tricampeonato mundial.

Mais uma vez o time partiria para a conquista do mundo, dessa vez em um campeonato já organizado inteiramente pela FIFA. O primeiro adversário foi o saudita Al-Ittihad. Entre o grupo, havia o temor de perder e passar por um grande vexame e a mídia havia relatado um racha no grupo por causa do "bicho", algo que nunca ocorreu.
Depois de algumas horas ficou decidido o que todos já esperavam, o adversário da grande final seria o britânico Liverpool e o São Paulo era novamente o azarão. O goleiro do time inglês não sofria um gol havia onze partidas. Rogério Ceni, já ídolo do clube, jogou a partida final com um dedo machucado e com um problema no menisco medial. Em um jogo muito corrido o time inglês apertou o São Paulo nas bolas aéreas e nos lançamentos enquanto que o tricolor fez um jogo defensivamente perfeito e ainda fez um gol. Assim, o time conquista a vitória pelo placar simples com o gol de Mineiro, as defesas de Rogério e a entrega e garra do time. O time tricampeão é mais guerreiro, valente e menos talentoso que o time do bicampeonato de 1992 e 1993, mas não menos merecedor pois conquistaram um campeonato com mais facilidade que o épico time de 1992.
Nesse mesmo ano, em 16 de julho, foi inaugurado o Centro de Formação de Atletas Presidente Laudo Natel, também conhecido como CFA de Cotia, CT de Cotia ou ainda simplesmente como CFA e que é localizado em Cotia, região Metropolitana de São Paulo. Foi construído para oferecer uma infraestrutura de primeiro mundo para a formação das categorias de base do clube que incluem o infantil, juvenil e júnior (sub-15, sub-17 e sub-20).

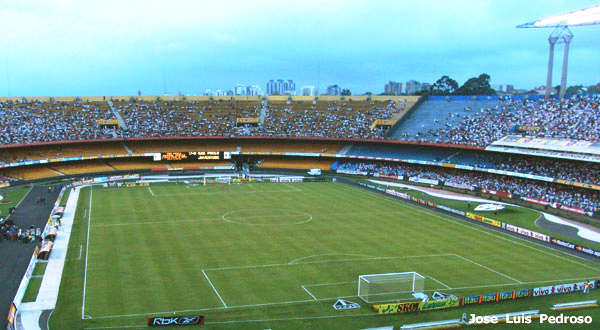
Jogo do Campeonato Brasileiro contra o Juventude em que o São Paulo obteve um dos maiores públicos do certame.

Depois disso foi inevitável um desmanche no time campeão. Mas poucas peças foram perdidas, uma das mais importantes perdidas foi o lateral Cicinho, porém ele foi substituído à altura por Ilsinho. O time continuava sob a batuta de Rogério Ceni e o técnico agora era Muricy Ramalho. Depois dos vice-campeonatos do Paulista, Libertadores e Recopa, o time colocou o Brasileiro de 2006 como prioridade e única salvação na temporada. E deu certo. O time esteve na ponta da tabela por quase todo o campeonato, teve o melhor ataque, a melhor defesa e terminou com nove pontos a mais que o segundo colocado. O jogo que garantiu o título — o primeiro conquistado na era dos pontos corridos — foi, como nos campeonatos anteriores, um empate, dessa vez por 1 a 1 contra o Atlético Paranaense na antepenúltima rodada. Os destaques da campanha foram Rogério Ceni, que liderou o time, conquistou o campeonato que faltava em sua galeria e de quebra tornou-se o goleiro com mais gols no mundo inteiro, e a torcida, que compareceu em peso ao Morumbi. Com o título brasileiro de 2006 o São Paulo manteve a escrita de ganhar um brasileiro a cada década.
Em 18 de outubro de 2006 foi sancionada na cidade de São Paulo a lei número 14 229, de 11 de outubro do mesmo ano, cujo projeto de lei era de número 648, de 2005, em que fica definido que no dia 16 de dezembro de cada ano será comemorado o "Dia Tricolor", homenageando a data de refundação do clube.

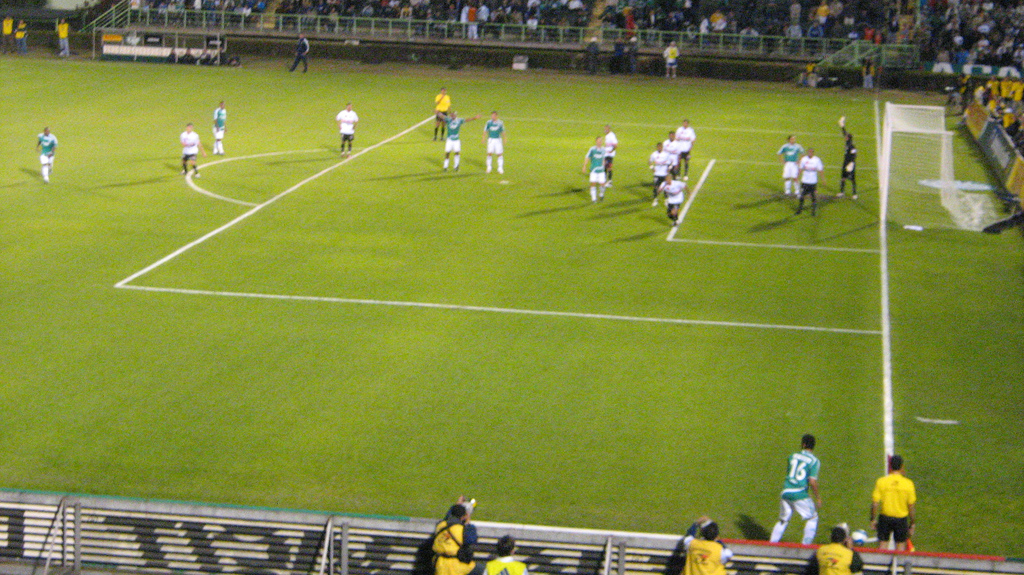
Choque Rei que culminou com a vitória tricolor por 1 a 0.

Em 2007, novamente titulares foram perdidos e novamente o time começa sendo eliminado nos campeonatos Paulista e Libertadores. Mais uma vez Muricy sofre pressão para sair do time, mas graças a presidente Juvenal Juvêncio continua no cargo. O início no Brasileirão de 2007 foi cambaleante, graças também à eliminação da Libertadores, mas o tricolor embalou e ainda no primeiro turno já estava em primeiro lugar. A sequência de vitórias foi tão boa que o clube ficou sem perder por 16 jogos, destes, 14 vitórias. Ficou também exatos 688 minutos sem levar um gol sequer pelo certame durante nove jogos. O São Paulo revelou também algumas peças, tais como Hernanes e Breno. O jogo do título teve um sabor diferente, foi solto com uma vitória. O clube precisava apenas de um empate contra o América do Rio Grande do Norte, mas tratou de fazer 3 a 0. Com esse título e mesmo passando por turbulências no ano, o técnico Muricy Ramalho entra para a história como um dos técnicos bicampeões brasileiros.
Nesse mesmo ano o clube começa a colocar em prática o projeto de uma área no Estádio do Morumbi, chamada Morumbi Concept Hall, destinada a aumentar a circulação de pessoas, fortalecer a marca do time e aumentar a receita em dias em que não há jogos no estádio, aumentando, assim, as opções de entretenimento, negócios e lazer para os paulistanos e turistas.
Como primeiro passo dessa empreitada, o clube lançou a Rbk Concept Store, inaugurada em 27 de agosto de 2007. Com 700 metros quadrados, a megaloja é a maior sediada em um estádio na América Latina e conta também com um camarote VIP para os dias de jogos.

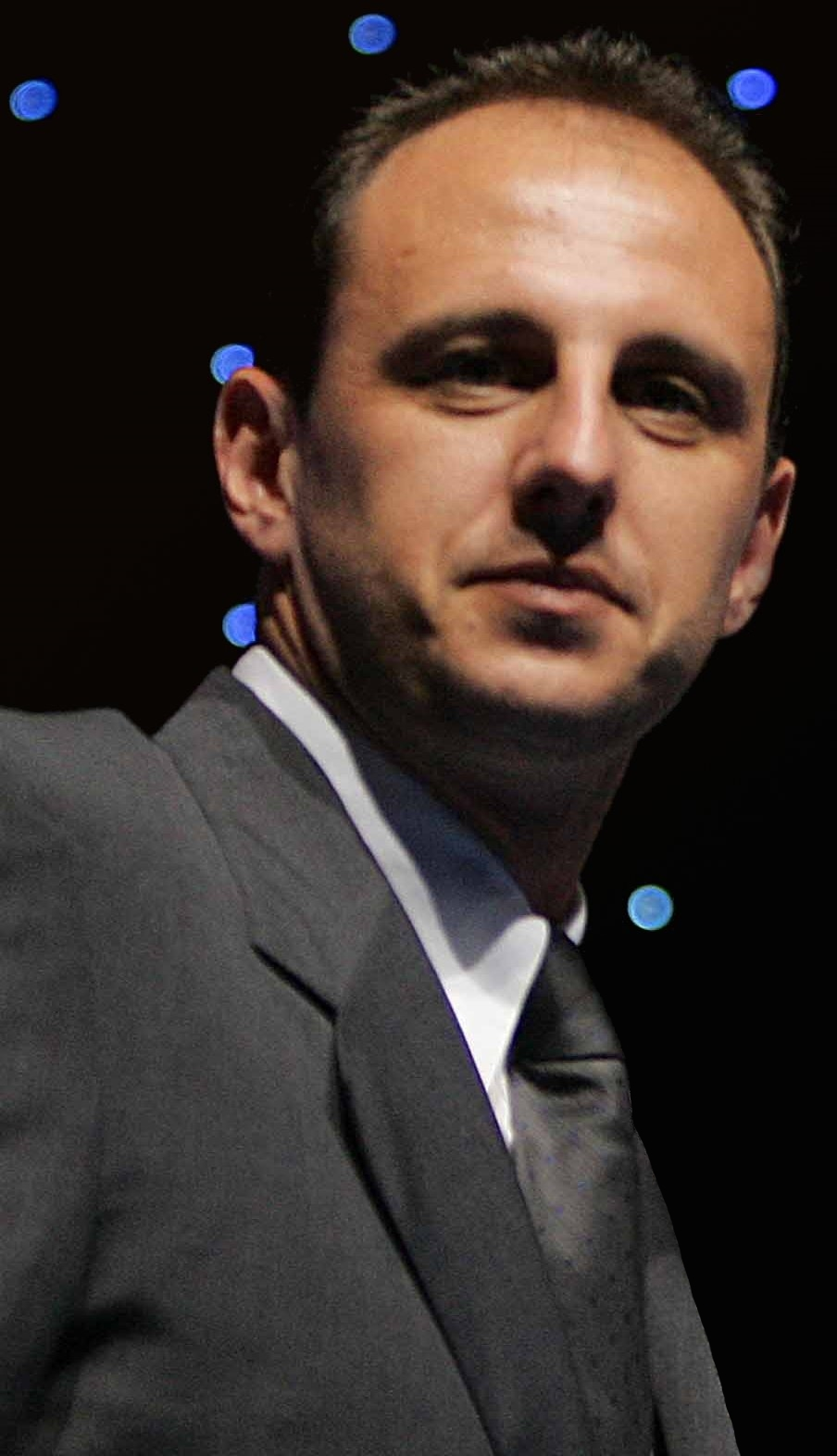
Rogério Ceni, o líder do time tricampeão mundial e hexacampeão brasileiro.

O ano passou e 2008 se desenhava como o anterior: o time fora eliminado no Paulista e Libertadores e sobrou o Campeonato Brasileiro de 2008, mais uma vez, para tentar uma redenção. O problema é que dessa vez o time demorou muito a engrenar e na abertura do segundo turno, o líder Grêmio havia aberto 11 pontos de vantagem em relação ao tricolor. Mas o clube não é conhecido como "time de chegada" à toa. No segundo turno o time fez um pacto para angariar mais um título, o primeiro tricampeonato do clube. Saiu ganhando de todos os adversários diretos e fez uma sequência de 16 jogos sem derrota. O time de 2008 teve mais a cara de Muricy, mas Rogério Ceni, mais uma vez foi o líder do time.
O jogo final, dessa vez, aconteceu na última rodada do certame contra o Goiás em um momento turbulento. Tudo porque, às vésperas da partida decisiva em que ao tricolor bastava um empate, Marco Pólo Del Nero, presidente da FPF, aconselhado por um promotor do GAECO, entrou em contato com a Confederação Brasileira de Futebol, CBF, para avisar ao seu presidente Ricardo Teixeira de que um envelope endereçado ao árbitro da fatídica partida, Wagner Tardelli, teria sido enviado pelo São Paulo, como tentativa de suborná-lo.
Ao saber dessa informação a Comissão de Arbitragem, através de novo sorteio e para preservar a imagem do árbitro e do campeonato, trocou o árbitro do jogo decisivo. Após o ocorrido um inquérito foi instaurado pelo STJD para que os responsáveis fossem encontrados. Depois de analisado o caso ao dia 13 de fevereiro do ano seguinte, a CBF, o árbitro e o São Paulo foram considerados inocentes da acusação de suborno ao árbitro por não terem sido encontradas provas e um novo inquérito foi instaurado para analisar a conduta da federação e de seu presidente no caso. Após o julgamento, em 4 de março, a FPF foi obrigada a pagar multa de dez mil reais, e o presidente foi afastado por noventa dias, por oferecer queixa infundada.
Portanto, mesmo que tudo tenha sido esclarecido posteriormente, o jogo foi sob forte polêmica nos bastidores, mas os jogadores entraram centrados na partida decisiva. O gol que sacramentou o título veio pelos pés do impedido Borges, 1 a 0 em um jogo que, mesmo sem o tento, daria o título ao Tricolor do Morumbi. O clube conquistou com essa vitória, o inédito tricampeonato brasileiro, além do hexacampeonato, nenhum outro time ganhou tanto no futebol brasileiro.

## Anos difíceis — 2009 a 2020

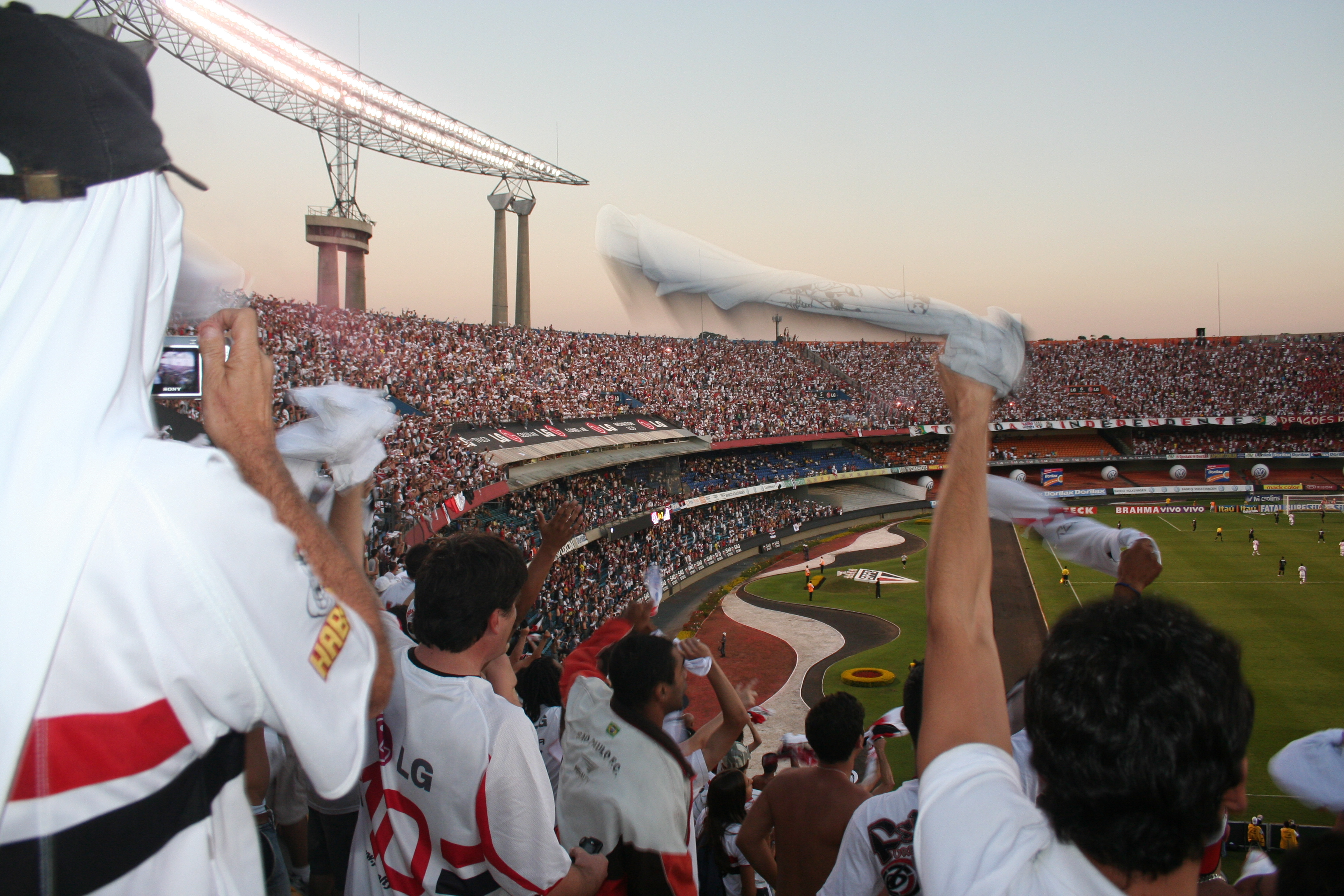
Torcida do São Paulo fazendo a festa mesmo após a derrota para o Corinthians na semifinal do Paulista.

O novo ano começou com a perspectiva de que o time consiguiria fazer uma temporada exemplar e conquistar, finalmente, a Libertadores de 2009, agora mais que uma obsessão, uma vez que o time falhou por três vezes consecutivas, sempre com times brasileiros sendo os algozes. O time foi inteiramente mantido e ainda foram trazidos novos reforços, por conta disso a espera para o ano era das melhores.
O Campeonato Paulista foi, num primeiro momento, colocado em segundo plano, uma vez que a Libertadores era o alvo. O clube cogitou, inclusive, entrar com o time reserva nos jogos, o que acabou sendo descartado logo após. Mesmo assim o clube conseguiu apenas um quarto lugar na competição estadual. Focado na Libertadores, o clube também não foi bem e foi eliminado nas quartas-de-final por mais um time brasileiro, dessa vez o Cruzeiro.  E o que o presidente tricolor conseguiu evitar por três anos seguidos se concretizou, Muricy Ramalho foi demitido devido ao término de um ciclo no clube onde conquistou três brasileiros de modo consecutivo mas não logrou êxito na mais importante das competições, a Libertadores.
Assim, após a demissão de Muricy no dia 19 de junho, Ricardo Gomes foi contratado no dia seguinte após conversas iniciadas na noite anterior. Na partida do dia seguinte, contra o Corinthians, Milton Cruz assumiu o comando do time interinamente e somente na quarta-feira o novo técnico foi apresentado. Após a troca de comando o time engrenou no Campeonato Brasileiro e arrancou da 14.ª posição para o G4 — grupo dos times classificados para a Libertadores — com chances, inclusive, de conquistar seu tetracampeonato seguido, que seria o sétimo título nacional de sua história. Porém, após tropeços na reta final do certame, o clube ficou com o terceiro lugar. Como consolo, a sétima participação seguida na Libertadores, a 15.ª de sua história, tornando-se o clube brasileiro que mais participou da competição.
A temporada de 2010 começou com grande expectativa para torcida tricolor, com a diretoria trazendo Fernandinho, revelação do Campeonato Brasileiro de 2009 pelo Grêmio Barueri, e antigos ídolos, como Cicinho, Alex Silva e Marcelinho Paraíba. No entanto, o ano não foi bom para o São Paulo. Após uma campanha regular no Campeonato Paulista, sendo eliminado pelo Santos de Neymar, Paulo Henrique Ganso e Robinho, o time se concentrou unicamente na Taça Libertadores. Depois de ser o segundo melhor clube da fase de grupos, atrás apenas do rival Corinthians, o São Paulo eliminou o Universitario, do Peru, nos pênaltis, após dois empates por 0 a 0. Em seguida, encarou o algoz da Libertadores anterior, o Cruzeiro, já com o reforço de Fernandão, um antigo sonho da diretoria, que estreou com uma vitória por 2 a 0 em pleno Mineirão, resultado repetido no jogo de volta, no Morumbi, avançando às semifinais da Libertadores depois de três anos para encarar outra equipe brasileira, o Internacional. As semifinais, entretanto, foram disputadas apenas após a Copa do Mundo. Nesse período Cicinho retornou à Roma e Washington, artilheiro do clube na Libertadores, voltou ao Fluminense, mas outro ex-atleta do clube, Ricardo Oliveira, voltou. O São Paulo perdeu o jogo de ida, no Beira-Rio, por 1 a 0, com uma má atuação, e venceu o jogo de volta por 2 a 1, mas acabou eliminado pelo critério de gols marcados fora de casa. Foi a quinta eliminação seguida na Libertadores para um clube brasileiro. Ela selou a demissão de Ricardo Gomes.
No Brasileirão, o São Paulo começou de forma regular devido à prioridade pela Libertadores. Após a saída de Gomes, a diretoria promoveu Sérgio Baresi ao cargo de técnico. Ele fora campeão da Copa São Paulo de Futebol Júnior no começo do ano e conhecia os garotos da base, mas era inexperiente. Os maus resultados forçaram sua saída depois de catorze jogos. Sua contribuição positiva é considerada a promoção de jovens talentos, como Lucas e Casemiro para o plantel principal. Para o seu lugar foi contratado Paulo César Carpegiani, que estava fazendo uma boa campanha com o Atlético-PR. Apesar de seu objetivo ser a classificação para a Libertadores de 2011, ele não obteve sucesso: o São Paulo ficou apenas em nono lugar e não disputaria a Libertadores pela primeira vez em oito anos.

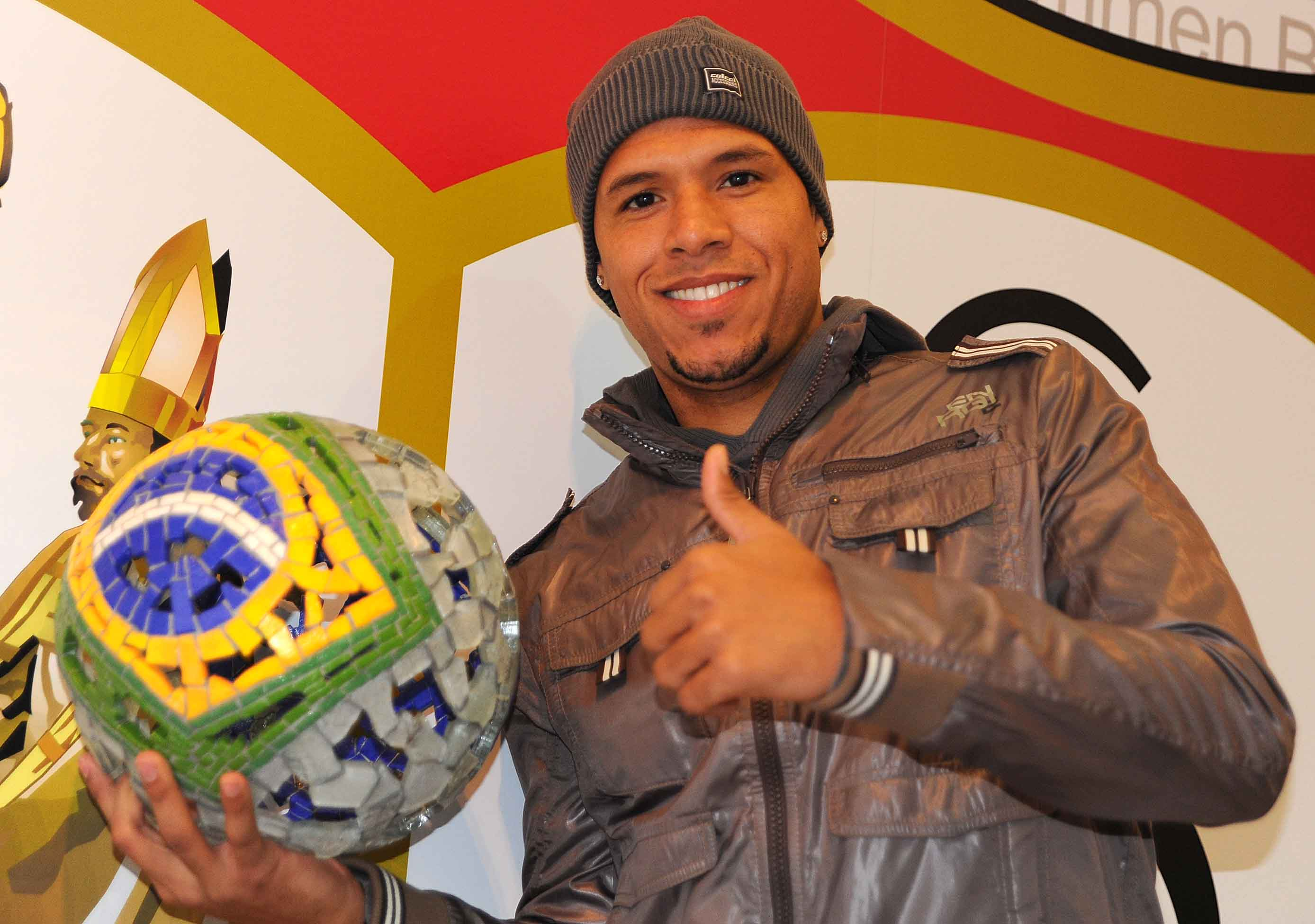
Luís Fabiano, um dos maiores ídolos recente da torcida tricolor.

A temporada de 2011 foi a pior em muitos anos para o tricolor: o time foi eliminado do Campeonato Paulista, novamente, pelo Santos; da Copa do Brasil, pelo Avaí (que cairia no mesmo ano para a Série B do Campeonato Brasileiro); e da Copa Sul-Americana, pelo Libertad, do Paraguai. Já no Campeonato Brasileiro o São Paulo ficou em sexto lugar, uma posição abaixo do necessário para se classificar à Copa Libertadores. Porém, não ocorreram apenas coisas ruins para o tricolor em 2011. Nesse ano o goleiro Rogério Ceni marcou o centésimo gol de sua carreira, na vitória sobre o Corinthians pelo Paulistão, quebrando um tabu de onze jogos sem o São Paulo ganhar do rival. Além disso, o goleiro artilheiro também fez sua milésima partida com a camisa do São Paulo, contra o Atlético Mineiro, pelo Campeonato Brasileiro. E a diretoria anunciou a compra do passe de Luís Fabiano por 7,6 milhões de euros, a maior contratação do São Paulo até então, em março, embora o atacante só tenha reestreado em outubro, devido a uma lesão no joelho sofrida quando ele ainda estava jogando pelo Sevilla.

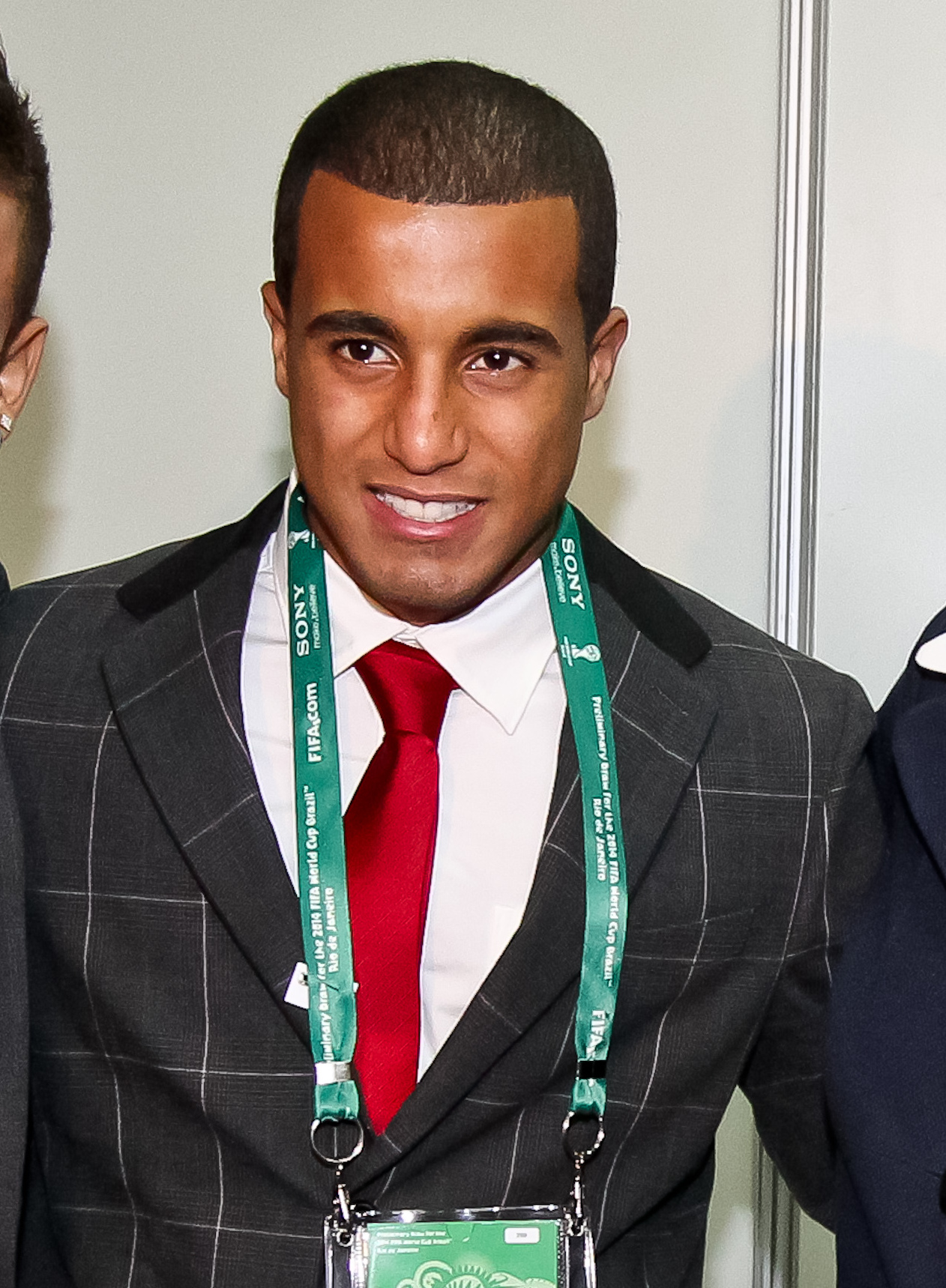
O garoto de 108 milhões de reais.

Tentando apagar a má impressão deixada pelo time do ano anterior, acusado de ser "sem garra", o São Paulo foi às compras e contratou diversos jogadores para a temporada de 2012, como Paulo Miranda, Jadson, Fabrício, Bruno Cortês e Osvaldo, além de seguir apostando no trabalho do técnico Emerson Leão, contratado na reta final do Brasileiro de 2011. Os resultados não foram satisfatórios: o time até iniciou bem a caminhada em busca do Paulista 2012, mas não resistiu ao Santos e foi eliminado por ele pela terceira vez seguida na semifinal, em uma partida em que o zagueiro Paulo Miranda (que já vinha sendo constantemente criticado por sucessivos erros) caiu em desgraça com a torcida. Esse episódio marcou o seu afastamento do clube, que tentava a conquista inédita da Copa do Brasil. O time passou por Ponte Preta e Goiás, mas caiu na semifinal diante do Coritiba. Após a eliminação, protestos semelhantes aos que ocorreram em 2004 (após a eliminação frente ao Once Caldas pela Libertadores) começaram a ser feitos pela torcida. Leão foi demitido pouco depois, e Milton Cruz assumiu novamente como interino, com Ney Franco sendo contratado para o restante da disputa do Campeonato Brasileiro. Nessa época, o torcedor são-paulino testemunhou conquistas dos maiores rivais (o Santos foi tricampeão paulista pela terceira vez, o Palmeiras foi campeão da Copa do Brasil, quebrando um jejum de mais de dez anos sem títulos importantes, e o Corinthians, campeão pela primeira vez da Libertadores). Em meados dessa temporada, a diretoria do São Paulo anunciou a venda do meia Lucas ao Paris Saint-Germain por 108 milhões de reais, até então a maior transferência de um clube brasileiro — no entanto o garoto só iria apresentar-se ao clube francês em janeiro de 2013.
Com Ney Franco, o São Paulo recuperou-se na temporada e terminou o Brasileirão na quarta posição, garatindo assim o tão esperado retorno a Copa Libertadores da América após dois anos de ausência. Durante a temporada, o clube também anunciou a compra de Paulo Henrique Ganso, na maior transação entre dois clubes brasileiros na história. Além disso, o São Paulo bateu recordes de público no Morumbi, garatindo os maiores públicos do Brasileirão e de competições da Conmebol na temporada, que foi fechada com chave de ouro pela polêmica, invicta e inédita conquista da Copa Sul-Americana. Durante a competição, o São Paulo eliminou o Bahia, enfrentou a odisseia de ir ate a cidade de Loja enfrentar a Liga de Loja e massacrou a campeã da edição de 2011, Universidad de Chile, com uma goleada implacável por 5 a 0 no jogo de volta. Na semifinal, derrubou os chilenos da Universidad Católica e tudo se desenhou para uma final contra o Tigre, da Argentina. No primeiro jogo da final, lutando contra muita catimba e a expulsão de Luís Fabiano, o Tricolor segurou o 0 a 0. Na segunda partida, o São Paulo marcou 2 a 0 ainda no primeiro tempo, com gols de Lucas e Osvaldo, em um jogo ainda marcado por muitas jogadas ríspidas dos argentinos. Na saída para o intervalo, Lucas mostrou o algodão sujo de sangue, fruto de uma cotovelada de Orban, do Tigre. Isto gerou uma confusão generalizada que culminou com a expulsão de Paulo Miranda, pelo São Paulo, e Días, pelo Tigre. O clube argentino recusou-se a entrar em campo no segundo tempo após confusão no vestiário. Assim, o árbitro chileno Enrique Osses encerrou a partida e o São Paulo conquistou o título inédito, o seu 12.° título internacional e o seu 41.° título oficial, dando fim a um jejum de títulos que já durava quatro anos.
Para a temporada 2013, com seis competições pela frente (Campeonato Paulista, Copa Libertadores, Campeonato Brasileiro, Copa Sul-Americana e também as disputas da Copa Suruga Bank e Recopa Sul-Americana), o São Paulo fechou, para 2013, a contratação do experiente zagueiro Lúcio e trouxe uma das revelações do Brasileirão do ano anterior, o atacante Aloísio, além de Negueba e Wallyson, e o retorno do lateral Thiago Carleto.
No Campeonato Paulista, o Tricolor fechou novamente a primeira fase em primeiro lugar. Nas Quartas-de-Final, eliminou o Penapolense, em jogo marcado pelo uso de uma camisa comemorativa, totalmente vermelha. Mas, na semifinal, sucumbiu diante do rival Corinthians, nos pênaltis, dentro de casa: o Tricolor não vencia o alvinegro no Morumbi desde 2007. Na Copa Libertadores, o São Paulo passou pelo Bolívar, na primeira fase, com um agregado de 8 a 5. Na fase de grupos, complicou-se e não venceu nenhum jogo fora de casa, mas a vitória no Morumbi diante do Atlético Mineiro por 2 a 0, somada à derrota do The Strongest para o Arsenal de Sarandí, garantiu a classificação às oitavas-de-final e impediram aquela que seria a pior participação do clube na história da competição internacional. O time, então, enfrentou o mesmo Atlético no mata-mata e caiu. Mais uma vez para um time brasileiro, com goleada por 4 a 1 no jogo de volta.
Esta eliminação acarretou no afastamento de sete jogadores reservas da equipe. A diretoria entrou em atrito com o atacante Luís Fabiano, após declarações do presidente Juvenal Juvêncio, e manteve o técnico Ney Franco no cargo, mesmo em meio protestos de parte da torcida. O time contratou alguns reforços do interior paulista para a sequencia da temporada e acertou a participação em mais duas competições no ano, a Copa Audi e a Eusébio Cup, disputadas ambas na Europa, aonde o Tricolor excursará durante o segundo semestre.
O retorno após a pausa foi terrível. O São Paulo perdeu a Recopa Sul-Americana para o rival Corinthians, com duas derrotas, e amargou a pior sequência de resultados da história do clube, com oito derrotas consecutivas e onze jogos sem vencer. Ney Franco foi demitido durante a Recopa, e Paulo Autuori, técnico campeão da Libertadores e do Mundial com o clube, oito anos antes, foi contratado. O experiente Clemente Rodríguez foi o único reforço da janela internacional.
Na excursão para o exterior, o São Paulo conseguiu segurar o Bayern de Munique, na estreia na Copa Audi 2013, por 55 minutos, até Mandžukić abrir o placar, e o time acabou derrotado por 2 a 0. Na disputa do terceiro lugar, contra o Milan, também perdeu: 1 a 0. Na Eusébio Cup de 2013, o Tricolor conseguiu quebrar o jejum de catorze jogos sem vitórias, ao vencer por 2 a 0 e ficar com a taça, entregue pelo próprio Eusébio. No Japão, pela Copa Suruga Bank de 2013, o São Paulo acabou com o vice-campeonato, ao perder por 3 a 2 para o Kashima Antlers, com três gols de Osako, sendo um no último minuto.
O ano de 2014 começou de uma maneira ruim, com eliminação no Campeonato Paulista, nas quartas de final, nos pênaltis, para o Penapolense, considerado o time mais fraco dentre os que haviam se classificado para o mata-mata. A má fase foi acentuada na Copa do Brasil, com a queda na terceira fase para o Bragantino, porém o São Paulo conseguiu reagir e terminou a temporada com o vice-campeonato brasileiro.
Em 2015, o São Paulo fez uma boa campanha na primeira fase do Paulista, mas voltou a ser eliminado na semifinal pelo Santos, o que se repetiria em novembro, pela Copa do Brasil. Na Libertadores, acabou eliminado pelo Cruzeiro nas oitavas de final, nos pênaltis. No segundo semestre, fez uma campanha irregular no Campeonato Brasileiro, em meio a uma crise política que culminou com a renúncia do presidente Carlos Miguel Aidar por denúncias de corrupção, porém conseguiu garantir uma vaga nas fases preliminares da Libertadores de 2016. Carlos Augusto de Barros e Silva, o Leco, foi eleito para completar o mandato de Aidar e depois reeleito, em 2017.
Depois de garantir vaga na fase de grupos da competição continental, em duas partidas contra o César Vallejo, o São Paulo começou mal, ao perder para o The Strongest no Pacaembu e depois empatar com River Plate e Trujillanos, fora de casa. A reação viria com duas vitórias no Morumbi sobre esses dois adversários, que permitiram que o Tricolor jogasse pelo empate em La Paz contra o The Strongest. O 1 a 1 garantiu o time do Morumbi nas oitavas de final. Nos mata-matas, o São Paulo eliminou Toluca e Atlético Mineiro, antes de encarar o Nacional de Medellín pelas semifinais. Em dois jogos com arbitragens ruins, o São Paulo acabou eliminado.
No Campeonato Paulista, o clube fez campanha irregular e teve de jogar a partida única das quartas de final em Osasco, contra o Audax, e foi goleado por 4 a 1. A campanha no Campeonato Brasileiro foi ainda pior, com o clube passando boa parte do campeonato na metade de baixo da tabela e terminando na décima colocação. No meio do campeonato, a diretoria teve de substituir o técnico argentino Edgardo Bauza, que deixou o clube para assumir a seleção argentina, por Ricardo Gomes. Sob a sombra de Rogério Ceni, cotado para assumir o comando técnico do time, Gomes acabaria demitido em novembro. Poucos dias depois, o ex-goleiro seria anunciado como treinador para 2017.
A estreia de Rogério como treinador começou com um time que fazia muitos gols, mas também sofria muitos. Enquanto o técnico tentava consertar esse problema, foi eliminado, em menos de um mês, nas semifinais do Campeonato Paulista, nos dezesseis-avos de final da Copa do Brasil e na primeira fase da Copa Sul-Americana, pelo pequeno Defensa y Justicia, que fazia sua estreia em competições internacionais. Com o péssimo início no Campeonato Brasileiro, a diretoria não aguentou a pressão e demitiu Rogério, com o time na zona do rebaixamento. Seu substituto, Dorival Júnior, ganhou reforços como Hernanes e levou o time a uma das melhores campanhas no segundo turno, mas não escapou de uma modesta 13.ª colocação.
Dorival não resistiu à derrota para o Palmeiras no Campeonato Paulista de 2018 e acabou sendo demitido. Seu substituto, Diego Aguirre, alcançou a semifinal do mesmo torneio e ficou a poucos minutos de eliminar o Corinthians, mas acabou sofrendo um gol que levou a decisão para os pênaltis, e o sonho de encerrar o jejum de títulos estaduais naquele ano acabou ali. Pelo segundo ano seguido, o São Paulo não conseguiu alcançar as oitavas de final da Copa do Brasil (foi eliminado pelo Atlético Paranaense) e foi eliminado por um pequeno clube argentino na Copa Sul-Americana (o Colón).
No Campeonato Brasileiro, porém, o time teve sua melhor campanha num primeiro turno, conquistando o título simbólico, mas no returno contusões e quedas de produção de alguns jogadores expuseram um elenco sem muitas alternativas, que não conseguiu manter o mesmo ritmo. Além de perder o título, o Tricolor perdeu até a vaga direta para a fase de grupos da Libertadores de 2019, terminando em um frustrante quinto lugar. Aguirre foi demitido a cinco rodadas do fim, com a diretoria tentando manter ao menos a quarta posição sob o técnico interino André Jardine, mas a mudança não deu o resultado esperado.
Com Jardine efetivado no cargo no começo de 2019, o São Paulo iniciou a disputa da preliminar da Libertadores enfrentando o Talleres de Córdoba, foi derrotado na Argentina e não conseguiu devolver o resultado no Morumbi, empatando sem gols e sendo eliminado ainda na fase preliminar. Como a campanha no Campeonato Paulista também era ruim, Jardine acabou demitido. A diretoria contratou Cuca para o seu lugar, mas teve de esperar por quase dois meses, enquanto o técnico se recuperava de problemas de saúde. Nesse período, o supervisor Vagner Mancini ocupou seu lugar, conseguindo a classificação para o mata-mata do Paulistão apenas na última rodada. Depois de eliminar o Ituano, o Tricolor enfrentou o favorito Palmeiras pela semifinal. Depois de dois empates sem gols, a vaga foi decidida nos pênaltis, e o São Paulo levou a melhor, classificando-se para sua primeira final de Campeonato Paulista desde 2003. Com um novo gol no fim do jogo de volta contra o Corinthians, o time teve de se contentar com o vice-campeonato.
Ao longo do ano, o time teve muitas dificuldades para marcar gols, tanto é que teve sua pior produtividade ofensiva em todos os tempos. Isso ficou evidente não só na eliminação na Libertadores sem fazer nenhum gol, como também na eliminação nas oitavas de final da Copa do Brasil, perante o Bahia, com duas derrotas por 1 a 0. Mesmo com o oitavo pior ataque do Campeonato Brasileiro, o Tricolor conseguiu garantir vaga na fase de grupos da Libertadores de 2020, embora apenas graças aos títulos que Flamengo e Athletico Paranaense conquistaram, respectivamente, na Libertadores e na Copa do Brasil, abrindo mais duas vagas no Brasileiro. O resultado, entretanto, não veio com Cuca, que pediu demissão em setembro, sendo substituído por Fernando Diniz.
O balanço de 2019 fechou com um déficit de mais de 150 milhões de reais, gerando preocupações quanto à saúde financeira do clube, situação mais tarde agravada pela pandemia de COVID-19 no Brasil, em 2020, que interrompeu as competições em março. No retorno das competições o tricolor acabou sendo eliminado na semifinal do Campeonato Paulista para o Mirassol por 3 a 2 em pleno Morumbi, caiu ainda na fase de grupos da Copa Libertadores de 2020 ao ficar na terceira colocação de seu grupo e por consequência foi disputar diretamente a Copa Sul-Americana contra o argentino Lanús. Com uma derrota na partida de ida por 3 a 2 na Argentina e vitória por 4 a 3 no Morumbi, com a equipe argentina marcando o gol nos últimos segundos o tricolor acabou eliminado mais uma vez desta vez pelo critério de gol fora. Nas competições nacionais, o clube até chegou a liderar o Campeonato Brasileiro por algumas rodadas mas não conseguiu manter a vantagem e acabou ficando em quarto lugar na competição sendo também eliminado nas semifinais da Copa do Brasil para o Gremio.

## Fim do jejum, a inédita Copa do Brasil e Campeão de tudo — 2021 a 2024
Após alguns anos de insucesso, o clube voltou a ganhar títulos ao vencer o Campeonato Paulista de 2021 quando bateu o rival Palmeiras na final por 2 a 0 no estádio do Morumbi no dia 23 de maio de 2021. No ano seguinte o clube disputou duas finais de campeonato: Campeonato Paulista e Copa Sul-Americana, porém acabou perdendo as duas sendo a final do estadual perdida para o Palmeiras e a continental perdida para o Independiente Del Valle. Após esses dois insucessos, o clube se esforçou para conquistar sua primeira Copa do Brasil no ano de 2023 fazendo uma grande campanha ao eliminar seus dois maiores rivais despachando o Palmeiras nas quartas de finais e o Corinthians nas semifinais para depois ganhar o título contra o Flamengo ao vencer no Maracanã por 1 a 0 e empatar por 1 a 1 no Morumbi.
Em 4 de fevereiro de 2024, o São Paulo enfrentou o rival Palmeiras no Mineirão pela Supercopa Rei de 2024. O jogo terminou em 0 a 0 pelo tempo normal e foi para as penalidades. O Tricolor Paulista venceu por 4 a 2 nas penalidades e conquistou a Supercopa pela primeira vez. Com o título da Supercopa, o São Paulo se tornou o primeiro e único clube a ganhar todos os títulos possíveis que um clube pode ganhar.